# 未来戦隊タイムレンジャー
『未来戦隊タイムレンジャー』（みらいせんたいタイムレンジャー）は、2000年2月13日から2001年2月11日まで、テレビ朝日系列で毎週日曜7時30分から8時（JST）に全51話が放映された、東映制作の特撮テレビドラマ、および作中で主人公たちが変身するヒーローの名称。

## 概要
シリーズの放映25周年を記念して、本作品よりシリーズ名が正式に「スーパー戦隊シリーズ」とされ、オープニング冒頭にも新規にデザインされたシリーズのロゴが表示されるようになった。未来戦隊という名称は、作中で使われたことはない。

### 特徴
本作品のテーマとして取り上げられたのは「時間」であり、スーツや武器のデザイン、必殺技の演出なども、その要素が多分に取り入れられたものとなっている。千年紀の変わり目に当たる、西暦2000年の戦隊で時間をテーマとすることはその数年前より決定しており、実際に関係者からは「ミレニアム戦隊」とも呼ばれていた。「時間」をテーマにしているため、本作品では時系列が明確に設定されており、本編最後、「つづく」などの表示の代わりに、その回の出来事が起こった日付が表示される。
他方でメインターゲットであると同時に、過去という観念がほとんどない幼年層には「時間」というテーマが非常に分かりにくいことから、本作品では1年という長期にわたる放送期間を考慮して、タイムパラドックス的な展開を避けると同時に、物語の舞台を基本的に現代に置き、「未来」というものをあくまで「戦士たちの故郷」という程度の捉え方でも楽しめるような構成が心がけられた。東映プロデューサーの日笠淳は、未来世界を描かない代わりに、主人公たちの未来をつなぐ物語とすることで、「未来戦隊」であることにこだわったと述べている。また本作品におけるヒーローの定義が「未来から来た戦士」であり、新たな仲間を設定しにくいということから、本作品の「6人目の戦士」に当たるタイムファイヤーは敵でも味方でもない、第三勢力的な存在として設定されている。
従来より高年齢層も視野に入れた作品作りがなされているのも本作品の特徴の一つであり、メインライターを務めた小林靖子による、浅見竜也とユウリ、ドモンと森山ホナミの恋愛模様などを織り込んだストーリーなどにも、それが色濃く表れている。また、ユウリを始めとした強い女性像の提示なども、大きな特徴である。高年齢層を視野に入れるという方向性は主題歌にも強く表れており、シリーズ中では異色の一曲となっている。日笠は、前作『救急戦隊ゴーゴーファイブ』でスーパー戦隊の王道フォーマットはやりきったと思ったことから、本作品では各方面でパターン崩しを試みたと述べている。
特筆すべき点として、タイムレンジャーの目的は、怪人を処刑することではなく、逮捕することにある。そのため、一度も敵を殺していないという、極めて珍しいケースとなっている。
技術面ではそれまで総集編のオープニング・エンディングを除き、フィルム仕上げであったテロップ入れや編集などのポストプロダクションが、本作品から全回のオープニング・エンディングがビデオ仕上げへと移行した。
特徴的な演出として、タイムレンジャーのメカが時空を超えて飛来するとき、未来から現代を目指しているにもかかわらず、なぜか恐竜時代などの過去を回ってくる描写がある。これは特撮監督の佛田洋の発想に基づいており、本作のシリアスな脚本が低年齢層には難しい一面もある中で、子供たちが面白がってくれるように「様々な時代を超えて来た」感じをわかりやすく表したものである。仮に、遠未来→近未来→現代という順番でメカが飛来した場合、画面に描かれるのは誰も知らない架空の時代となるため、時空を超えるという主旨が伝わりづらくなってしまう。「観てる人たち的にはツッコミもあるんだろうけど、そういう意味でのリアリティとか、細かいことにはこだわらない」と佛田は述べている。
次作『百獣戦隊ガオレンジャー』をもって、スーパー戦隊シリーズが25作目を迎えることから、本作品では放映リスト上の最終回である第51話は『未来戦隊タイムレンジャースペシャル スーパー戦隊大集合』と銘打った特別編として制作された。内容は5人とタックがタイムジェットに乗り、『秘密戦隊ゴレンジャー』から『救急戦隊ゴーゴーファイブ』までの戦隊を振り返るというもので、番組のラストには変身後の姿のみではあるが、ガオレンジャーが登場し名乗りを披露し、タイムレンジャーからガオレンジャーへ正式にバトンタッチする一幕も盛り込まれた。

## あらすじ
時は西暦3000年。タイムマシーンなどのタイムワープ技術が確立・実用化されたのはわずか10年ほど前であるが、既に宇宙航行と異星への交流は日常化している。その平和な今を守るべく設立された、不法な歴史修正などを監視する公的機関時間保護局。ここに一つの警報が鳴り響く。それは1,000年間の圧縮冷凍刑を受ける予定の大物マフィアであるドン・ドルネロが、自身の配下ごと日本へ逃亡したというものだった。時間保護局のレンジャー隊隊長のリュウヤはユウリら4人の新人レンジャー隊員とともに逮捕に向かうが、これはドルネロ一味の策略であり、リュウヤはドルネロの情婦であるリラが変装した偽者。彼らはドルネロが収容されたロンダー刑務所ごと、イグレックと一緒に西暦2000年の日本へと逃亡してしまった。
船から放り出され、西暦2000年の日本に到着したユウリたち。意気消沈する彼らの前に現れたのは、リュウヤに瓜二つの容姿を持つ20世紀人の浅見竜也。ユウリたちは圧縮冷凍を解除されて暴れる刑務所の服役囚たちを鎮圧すべく、唯一残った緊急時用の強化服システムを着用＝変身しようとするが、着装システム・クロノチェンジャーは時間保護局の1チーム規定人数である5人がいなければ初起動できない、という制約がかけられていた。本来ならリュウヤを含めての構成であったため、困った彼らは竜也を半ば強引にメンバーにして変身を遂げ、1人目の囚人の収容に成功。成り行きでタイムレッドになった竜也であったが、「自分の運命は自分で決める」という固い意思の下でタイムレンジャーへの加入を決める。
一方、ユウリたちは時間保護局本部と連絡することに成功するが、本部からはドルネロの逃走によって生じた歴史の歪みを拡大しないため、ドルネロと彼によってロンダーズファミリーと名づけられた服役囚たちを全員逮捕するまで、20世紀に留まるように厳命されてしまう。ユウリたち4人は竜也とともに2,000年の現代で暮らしながら、ロンダーズ構成員たちの犯罪の阻止と逮捕に取り組むこととなる。

## 登場人物

### タイムレンジャー
タイムレンジャーとは30世紀の時間保護局員たち、および彼らの緊急戦闘モードの総称である。5人が劇中で未来戦隊と名乗ったことは一度もない。
普段は自分たちが設立した便利屋トゥモローリサーチで自分たちの能力にあった職業を営んでいる。レッド（竜也）のみ現代人で、他の4人は時間保護局新人隊員の未来人。
名乗りの際はタイムエンブレムを掲げ、最後に1名が「時間保護法違反により逮捕する!」と宣言する。名乗りはコードネーム（2人以降は色名のみ）と「タイムレンジャー」のみと比較的シンプルな形である。
浅見 竜也（）
現代日本の政財界に強い影響力を持つ企業グループ浅見グループ会長・浅見渡の一人息子の御曹司。22歳。
大学卒業間近に、ユウリたちと出会い、変身システムを起動させるための規定人数調整として、タイムレンジャーに変身させられる。ロンダーズとの最初の戦闘が終わった後、解放されるが、父がロンダーズ囚人のジェッカーの爆弾脅迫に遭っていることを知ると、親の敷いたレールから脱するべく、要求してきた金を無事に取り戻したら独立を認めてもらうことを条件に出して、今度は自らの意思でタイムレッドになる。ユウリたちと共に、ジェッカーを逮捕し、父との賭けにも勝利。以降は、ユウリたちと共に、便利屋「トゥモローリサーチ」を東京都品川区に開業。
御曹司育ちゆえに世間知らずなところもあるが、基本的には明るい性格の熱血漢で正義感も強い。「たとえ歴史は変えられなくとも自分たちの明日くらいは変えられる」を信念として、自らの道を歩もうとし、その姿勢はユウリたち未来人にも大きな影響を与えた。小学生のころ、親の七光りという理由からいじめに遭っていたが、母方の祖父である鷹宮義隆に空手という「浅見」のものではない力を教えてもらったことで、自信を付けて、いじめから脱し、後に空手の腕前はインターハイで準優勝するまでに至った。トゥモローリサーチでも空手道場の指南役を担当する。
時折ハイテンションでふざけた言動が目立つが、それは自分の本心を隠すためであり、それが時としてユウリに誤解を生じさせることもあった。一方で物語が進むにつれて、そのユウリに心を寄せていく描写も目立つようになっていった。
終盤、自分が選んでいたと思っていた道は実は全て歴史によって選ばされた道であったことを知り、リュウヤにクロノチェンジャーを返却。自暴自棄となり父の会社を継ぐことを決めるも、仲間のピンチと母から父の過去と信念を知らされたことで迷いを振り切り、タイムレッドとして再び戦うことを決めた。21世紀が大消滅を迎える際、ユウリたちを未来へ強引に送り返し、決死の覚悟で1人きりで戦う。その行動がユウリたちの決意を後押しし、現在と未来の両方を救った。
最終話のエンディングでは自分の信条を語り、ランニングの途中で仲間たちに似た現代人と直人に似た男性に出会っている。父にも「浅見（グループ）と向き合えるようになるよ」と告げていた。
- 空手が得意という設定は、演じる永井マサルが空手経験者であることから設けられた。永井自身も撮影開始前は自信を持っていたものの、実際の空手とアクションとでは勝手が異なり、苦戦したと述懐している。

タイムレッド
浅見竜也が変身する戦士。Case File 43・44ではリュウヤが変身する。
パワーバランスが良くあらゆる戦況に対応することができ、剣を主体としつつ、空手による肉弾戦やアサルトベクターによる射撃戦も得意とする。

ユウリ
タイムレンジャーの実質的リーダー格。21→22歳。トゥモローリサーチでは探偵・調査の業務を担当する。
30世紀のインターシティ警察マフィア担当秘密捜査官で、ドルネロにまつわる捜査のため時間保護局に潜入していた。警察時代に対マフィア対策の戦闘訓練を受けてきたことから戦闘力の高さはもちろんのこと、冷静な判断力も有し、責任感も強い。一方でやはり警察官であった父親、それに母親と妹をドルネロに雇われた殺し屋マッドブラストに殺害されているため、ドルネロに対しては正義感だけでなく個人的な恨みも持つ。
勝気で気丈な態度を崩さない性格の美女だが、反面若さゆえの未熟さや女性らしい弱さも見え隠れし、特にピンチの時には名前を叫ぶほどに竜也を頼りにしている。それは後に恋心へと変わり、彼と相思相愛の仲になる。このほか家事が苦手だったり、絵を描くのを趣味としながらも技術が伴わないなどといった欠点も持ち合わせている。
歴史修正により、帰還した未来では家族が存命であったが、最後は竜也とともに現代を救うことを選んだ。
- メインライターの小林靖子は、ユウリが堅物キャラから変化していることを描写するため、竜也との恋愛要素を設けたと述べている。

タイムピンク
ユウリが変身する戦士。
元の身軽さに加え、機動力の高さを活かしての立体的に動く空中技を得意とし、連続キックや壁走りも使用。冷静な判断力や作戦立案能力にも優れ、仲間に的確な指示を出すことも多い。
レッドを差し置いて中心に並ぶことも多々あり、名乗りの際のセリフも彼女が口にすることが多い。ピンクが中心に並んだ際は、レッドはピンクの位置に並ぶ。

アヤセ
時間保護局の新人捜査官。22歳。誕生日は2月18日。トゥモローリサーチでは綾瀬 慎之助（）の名前で現代の運転免許を取得し、運転代行業を担当している。
一見するとクールで気障な皮肉屋だが、心は熱い。負けん気が強く、状況をシビアに判断する。子供と女性には優しい。ネギが嫌い。
かつてはプロレーサーを目指していたが、30世紀の未来ですら治療法が確立していない宇宙磁力線病の一種で、心臓があと1、2年で停止する難病「オシリス症候群」と呼ばれる心臓病を患っていることが判明して断念。その病による突然死の恐怖と戦いながら、人の命を弄ぶ犯罪者逮捕のために働く。
持病のことは当初竜也だけに明かしており、この秘密を共有している仲であるためか、竜也とコンビネーションを発揮する場面が多く見られた。その後物語後半にて竜也を通じ、ユウリたちや直人も知ることになった。
歴史修正後の未来では、オシリス症候群の治療法が確立され死の恐怖に怯える必要はなくなったが、自分の意志でリュウヤに歯向かい仲間とともに現代を救った。
- 演じる城戸裕次は、アヤセのアクションは実際には当たらないようなオーバーな動きであったため苦労した旨を語っている。

タイムブルー
アヤセが変身する戦士。
脚力と瞬発力を活かしたスピード戦やキック攻撃を得意としている。またロンダーズ囚人を持ち上げるほどのパワーも持つ。

ドモン
22歳。誕生日は2078年12月28日の山羊座。血液型はO型。トゥモローリサーチでは護身術コーチを担当しているが、「世の女性たちを痴漢から守るため」と称し、女性ばかり勧誘するため、稼ぎは芳しくない。またタイムレンジャーのリーダーを自称したこともある。
元は30世紀の格闘技グラップの元プロファイターだったが、試合出場を放棄して追放された後、時間保護局に転がり込んだ。グラップはどんな武器でも使用可能な格闘技であるが、ドモンは素手で戦う猛者であった。
そのパワーは、変身前でも素手でロンダー囚人を吹き飛ばしたり、ゼニット相手ならパンチだけで沈黙させるほど。
明るい性格のムードメーカーで、お調子者で女好きなところもあるが、一本気な性格の人情家。7人兄妹の大家族を懐かしみ、Case File 7ではホームシックにかかった末記憶障害を起こし、病院に担ぎ込まれたこともあった。その際、竜也が書類に土門 太郎（）と記入してしまったため、20世紀の世界ではこの名前で通すことになる。Case File 16では蕎麦を作る技術を得るが、その一方で味覚音痴な面もある。
タイムレンジャーを追い回すスクープ記者・森山ホナミといつしか恋に落ちるが、彼女との間にできた自身の子を見ることなく30世紀へ帰ることとなる。
対照的な性格のアヤセからは何かと皮肉を言われ誤解を受けたことから衝突することが多かったが、ホナミの件も含めて、アヤセに助けられたことも多く、アヤセの病気を知った際には、竜也以上に動揺し、アヤセを戦いに向かわせまいとした。また、アヤセと似たところがある直人とも衝突することは少なくなかったが、直人のことも仲間と思っていたらしく、直人がリュウヤの身代わりとして死亡したことを知った際には、その死を悼んだ。
歴史修正後の未来では、課せられた処分も1年のグラップ出場停止に軽減されていた。
タイムイエロー
ドモンが変身する戦士。
戦士の中でも突出した持ち前のパワーと格闘能力で肉弾戦に秀でる。全力で放つパンチは、ゼニットのボディを貫くほどの威力を持つ。

シオン
西暦2984年に戦争で消滅したハバード星唯一の生き残りである少年。17歳。トゥモローリサーチではコンピュータ関連業務や機械修理業を担当。1年で1回、1週間しか睡眠をとらなくてよいというハバード星人の生理現象も手伝い、5人の中でも最も稼ぎが良かった。
ハバード星人は宇宙でも優秀な頭脳を持つことで知られており、研究所で英才教育を受けて育てられていたが、研究材料として生活するのに嫌気が差し自ら時間保護局に志願。当初は青色の髪をしていたが、これは染めていたものであり、後に金髪となった。その頭脳は前述した日常生活のみならず、タイムレンジャーとしての戦いにも大いに活かされており、敵の分析、アクセルストップやアサルトベクターといった追加機能や装備を考案・開発するなど、他のメンバーより劣る肉体的な戦闘能力を補っても余りある活躍ぶりを要所で見せた。
無邪気で純真な人懐っこい少年で、外見で相手を判断せず、また自身が過去に受けた扱いに屈折することなく、真っすぐに育った心優しい性格の持ち主である。また、その過去故に自分が生まれた30世紀よりも今居る時代・場所と共に過ごす仲間こそが自分の故郷であり、その故郷を守りたいと考えている。初めて出来た居場所・仲間である竜也やユウリ達への愛着も人一倍深い。プロファイター時代ファンとして応援していたドモンにはよくなついている。敵味方問わず、常に敬語で話すのも特徴であり、タイムレンジャーのメンバーをさん付けで呼んでいる。その性格から犯罪者といえど、無理やり解凍された囚人（D.D.ラデス）を救おうとしたこともある。直人のことも仲間と思っており、タイムファイヤー用のタイムエンブレムをプレゼントしたり、リュウヤが直人を身代わりにしたことを知ったときは彼を責める一幕もあった。
異星人であるため、歴史が修正されても、彼は地球の歴史の干渉を一切受けることがなかった。
- 演じた倉貫匡弘によると、当初の青い髪は監督の趣味であったという。しかし、倉貫が「1年間緑に染め続けたら髪が傷む」と申し出て金髪に変更された。

タイムグリーン
シオンが変身する戦士。
変身後は、メカの特性を最大限に活かした戦闘を得意としており、自身が手掛けたアクセルストップやアサルトベクターを活かした素早くトリッキーな戦法も展開する。分析能力にも優れている。

### タイムレンジャーの関係者たち
タック
ミミズク型のナビゲーターロボ。ユウリたちと同じく、ドルネロたちに利用される形で過去の時代にやってきた。
メモリーの中にはロンダー刑務所内の全囚人、20世紀および30世紀のデータなどが蓄積されており、タイムレンジャーに適切なアドバイスを与える。タイムロボ発進の要請を含む、未来（時間保護局）への通信を一手に受け持つ。
冷静沈着で生真面目な性格だが決して堅物というわけではなく、タイムレンジャーを「頑張れよ」と応援するなど柔軟な思考を持っている。
Case File 44において、ギエンの攻撃で機能が停止。Case File 46で再起動するも、リュウヤの手でデータを改竄されていたことにショックを受けて、家出してしまうが、シオンの説得で自信を取り戻す。ユウリたちの強制送還を命じるリュウヤに反旗を翻し、自身の制御回路を焼き切り、体内の命令チップを無効化。シオンがバックアップを取っておいたおかげで助かった後は、改竄されていたデータを調べ直し始める。
帰還した未来では、廃棄処分されるが、周りの残骸のエネルギーをかき集めて動けるようになり、1,000年前に戻る決意をしたユウリたちをサポート。リュウヤが本来のタイムファイヤーであったことも突き止め、彼の最期を看取った後、ユウリたちを乗せたタイムジェットγを発進させた。
スペシャルではスーパー戦隊のナビゲートも担当し、キャスト（声優）クレジットもタイムレンジャー5人とほぼ同格の扱いを受けている。

タイムロボター
Case File 27より登場。シオンがタックをロンダースに集中させるために制作したアイドルロボで、レトロチックなデザインが特徴。当初は目覚ましロボットとして開発されていた。しゃべる際には語尾に「〜ターイム!」をつける。フルネームで呼ばれることはあまりなく、大抵はロボターと呼ばれる。コンピューターとアクセスすることが可能。5人からは概ね「ロボター」と呼ばれる。
当初はあまりの煩さに、ドモンに破壊されそうになったこともあった。Case File 38ではグロカンから台本として呼び出され、目からビームを発射しゼニットを圧倒。ドモンからは「ご都合じゃねえのか?」と突っ込まれるも、「うるさーい!」と過去にドモンがロボターに放った言葉をそのまま返す一幕も見られた。
終盤、竜也の手によってユウリたちが未来に強制送還された際はその場にいなかったため、そのまま現代に残された。

リュウヤ
時間保護局レンジャー隊隊長。組織内で高い地位にあり、タイムロボを始めとするマシンの発進承認も彼の手によって行われる。容姿は髪型がオールバックであることを除けば竜也にそっくりだが、それは彼の祖先に浅見家の人間がいたことに起因する。容姿は竜也とそっくりだが、性格は竜也とは正反対でクールかつ高圧的な性格の持ち主。一人称は「私」。
その行動はドルネロ脱走の件を含め謎めいたところがあり、過去へタイムワープし素性を明らかにした物語終盤以降、それがより顕著なものとなっていく。
後に全ては物語開始の5年前から画策されたことであり、ドルネロの一件も彼の思惑によるものだったことが判明。Gゾード破壊のために現代を訪れ、タイムレンジャーに事実の一部のみを明かした後、竜也が所有していた自身のクロノチェンジャーでタイムレッドに変身して指揮を執るが、事実の隠蔽に加えてユウリたちの心情を顧みず、道具のように扱う横暴な態度から噛み合わず、最終的には竜也のタイムレッド復帰を経て、Gゾードの破壊に成功。戦闘終了後、タイムレンジャーに大消滅のことを伝え、ユウリたち4人に未来への帰還を促し、自身は一足早く、タイムジェットで未来に帰還した。
最終盤でリュウヤの真の目的が明かされ、それは2995年のGゾード時間移動実験の失敗に立ち会った際に生じた時空の歪みで「タイムファイヤーとして、2000年の時代に赴いた自身が現地で殉職する歴史」を見てしまったことから、自身の死を回避するために本来の歴史を改変することだった。それにより、本来の歴史ではありえなかった現象を幾つも起こし、本来は関係するはずのなかった直人を自分の身代わりにして生き延びることに成功。目的を達成し、竜也によって30世紀に戻されたユウリたちに修正された未来を示し、今までの記憶を消そうとするが、彼らが反旗を翻して逃亡。再度大消滅の最中にある2001年へと戻ろうとしたため、それを止めようとするが、アヤセと揉み合ううちに銃が暴発して被弾。死の運命から逃れられないことを悟りながら息を引き取った。

森山 ホナミ（）
Case File 9より登場。特ダネを狙うカメラマン。スクープ記者としてタイムレンジャーを追い回すことが多いが、行き過ぎた取材でタイムレンジャーの作戦を邪魔してしまうこともしばしばである。取材が上手く行かず落ち込んでいたところをタイムイエローに慰められ、恋に落ちるもしばらくの間はタイムイエローの正体をアヤセと勘違いしていた。Case File 36でその正体がドモンであることを知り、相思相愛の仲となる。それ以降は竜也達とも交流が深まり、トゥモローリサーチにも出入りするようになる 。終盤、ドモンから30世紀の人間である事を伝えられた際にも特に気に留めなかった。最終回ではドモンの息子未来（）を出産している。
- 小林は、ドモンのみが未来に帰りたいというキャラであったため、現代につなぎとめる要素としてホナミを設定したことを述べている。

鷹宮 義隆（）
旧華族出身の竜也の祖父で、奈美江の父。70歳。虐められていた小学生の竜也に空手を教えた人物。引っ越しの手伝いと称してトゥモローリサーチに仕事を依頼して竜也を呼び出し、使用人に化けて竜也を不意打ちした。渡とは違い、温厚でひょうきんな人物で、「○○って感じ～♪」と、ギャル語を時折織り混ぜながら話している。70を過ぎたことで隠居生活を送っているが、本気の竜也を圧倒するほど実力は健在で、逃げる竜也を追い回しながらも、アヤセの病気のことで悩む竜也を諭した。

### 浅見グループ / シティガーディアンズ
滝沢 直人（）
Case File 27より登場。高校、大学時代の竜也の空手のライバルで、竜也とは違い普通の一庶民である。22歳。本作品における6人目の戦士ではあるが、CGCのメンバーであるため、実質的には第三勢力的な立場。アパートで1人暮らしをしていたが、Case File 37のエピローグで引っ越す。
高校時代、インターハイ決勝で竜也を破り優勝する。だが、これは竜也が父・渡との賭けで浮き足立っていたことによる自滅に近い勝利だったこともあり、勝ったこと自体には納得がいかないまま竜也と同じ大学に推薦入学する。しかし、金持ちたちの傲慢さと汚さに加え、庶民である自分が取り巻き程度にしか扱われず、金持ちたちに自分の道を無理矢理閉ざされる不遇に怒りと嫌気が差していく。そんな中で竜也だけは自分を友人として扱ってくれたが、直人にとってそれは金持ちが庶民に対する情けでしかなく、結局2年後に自主退学している。その後、浅見渡が組織したシティガーディアンズ（以下CGC）に加入。第二班に所属していたが、タイムファイヤーの力を手に入れたことと隊長の土方の負傷により、昇格して、CGC2代目隊長になる。
現実主義者であり、庶民から脱するための権力（何者にも屈しない力、自分の行く道を遮らせない力というニュアンス）志向が強い余り、自分の力だけでのし上がろうと強い自己顕示と反骨心が敵対的な姿勢を作り、他人には嫌な奴に受け取られてしまうこともある。自身とは反対に理想主義者である竜也に対しては権力があるにもかかわらず権力を嫌っている姿勢や、自分を今も友人だと思っていること、それに過去の因縁からことあるごとに衝突するが、一方で竜也の信念を多少は認めている節も見られる。また、終盤では自分が力を追い求めている者なら、竜也は力から逃げている者であったことを気づかせたこともあった。竜也のことは「浅見」と苗字で呼ぶが、当の竜也からは「直人」と、一貫してファーストネームで呼ばれている。
一見すると嫌な奴で嫌われものに見えるが、プライベートではトラとサクラという文鳥を飼っており、大事に育てて愛情を注いでいたり、タイムファイヤーのファンの少年・高橋泰治への見舞いに行くといった優しさもある。また、トゥモローリサーチが家賃滞納で倒産の危機を迎えた際、アヤセに泣き付かれたのを一度は断りながらもブイレックスの清掃を依頼するという形で大金を渡して彼らを救うといった意外な面があったりと、どこか素直ではない理屈屋なところがある。この時、シオンの作成したタイムファイヤー用のタイムエンブレムをプレゼントされている。
後半のレダーウイルス事件では、ワクチン生成のために必要なドルネロの血を購入した際に、そのために用意した5億も取り戻して手柄を立てようとするが失敗。自身の出世のために数百人の命を危険にさらしたことで、アヤセに殴られている。その後、アヤセの病気を知った際には、その償いもあってか、自身の手柄以上にワクチン輸送に懸命になった。また、決して出世欲だけの人物でもなく、シティガーディアンズの任務には全力を尽くし、時にはタイムレンジャーと共闘する一面も見られる。
土方が本部長就任直後に隊を追われたことで、空席となった本部長の座に就任。渡の後継者の座も狙えるとまで称されたが、力＝権力を求めるあまり次第に暴走していく。ハーバルの襲撃事件で渡が瀕死の重傷を負った際、浅見グループ役員たちが絶縁していたはずの竜也を会長代理に担ぎ出そうとしたことから浅見グループに見切りを付け、治安維持局長官の伊吹に取り入って、タイムレンジャーとロンダーズが未来から来た存在であるとリーク、入院中の渡が動けない隙を突いてCGCを浅見グループから切り離し、治安維持局の管轄下に置くことでCGCの全権を握る。
そして、ギエンがネオクライシスで暴れはじめるとブイレックスで応戦をはじめるが、ブイレックスこそが大消滅の引き金であることを竜也たちに教えられても聞き入れずに戦い続け、ネオクライシスの一撃で敗北。変身解除に追い込まれた。その直後に負傷から復帰した渡が伊吹の過去の不正を暴き退任に追い込み、さらにCGCの技術班の解析によってブイコマンダーのボイスキーが解除され全ての後ろ楯を失ってしまい、逆に渡によって失脚に追い込まれてしまう。
大消滅が迫る中、CGCから逃亡しながらもブイコマンダーで巻き返しを図ろうとするが、少女を逃がすためにゼニットの攻撃を受けて負傷。竜也に助けられて救護所に辿り着いた後、ゼニットから助けた少女が逃がしてしまった小鳥を捕まえに行った際にゼニットに撃たれ、ブイコマンダーを竜也に託して息を引き取った。
- メインライターの小林靖子は、2人のレッドを並び立てることに意義を感じないためライバル関係とし、第1話で竜也が負けた対戦相手の設定を持ち出した。

タイムファイヤー
滝沢直人が変身する戦士。本来の歴史ではリュウヤが変身するはずであった。
タイムレッドと比較して赤色はやや暗めで、白色部分は黒色に置き換えられているほか、ゴーグル部分とスーツの胸の部分には炎のイメージが施されているなど、より攻撃的なデザインとなっている。外見がタイムレッドと見紛うほどに似ているため、初登場時は竜也の不在も手伝い、タイムレンジャーが竜也と勘違いする一幕もあった。
スーツはクロノアクセス機能がない代わりに、1.25倍運動能力の倍化機能や防衛機能、生命維持機能など各機能と基礎戦闘力はクロノスーツを上回る。DVディフェンダーを主体としているが、空手を活かした肉弾戦にも秀でる。Case File 30でのタイムレッドとの私闘では互いに、空手による肉弾戦を展開。右手に構えたDVディフェンダーの銃身で、左手の甲を何度か軽く叩く仕草を見せることもある。
実現には至らなかったが、渡はCGC研究班にこのスーツを解析・量産させ、CGC全隊員に装備させようという構想を抱いていた。
- 小林は、タイムファイヤーの登場が例年より遅いのは企画以外での理由によるものであり、脚本の都合ではなかったと述べている。

浅見 渡（）
浅見グループ会長で、竜也の父。50歳。先代の築いたグループを発展させ、政財界に強い影響力を持つ傍ら、社会貢献にも熱心に取り組む。また中盤ではロンダーズファミリー対策として、シティガーディアンズを組織している。
自分の意思に従わない息子の竜也に苛立ちを感じているが、実は自らも若いころは親の敷いたレールに乗ることを潔しとせず、竜也と同じ道を歩んだ時期があったことを後に明かしている。結局は浅見のレールを走っていただけだったことに気づくものの、結局は自分の運命を受け入れ、自分の意思で浅見グループを受け継いでいる。ゆえに竜也が自身とは異なり、本当にレールを外れるのではと心配している。
中盤にて、竜也がタイムレンジャーのメンバーであることを知った際には驚愕と困惑を隠しきれず、竜也以外のタイムレンジャーをシティガーディアンズに加えようと、自ら彼らの元に足を運ぶが断られている。
物語終盤ではハーバルの襲撃を受けて重傷を負い、歴史上はこれが原因で死亡することになっていたが、父の戦いを知った竜也の願いが通じたのか一命を取り留めた。その後CGCの全権を握った直人を失脚に追い込み完全復帰を果たすが、一方で「お前は急ぎすぎた」と直人を認めていたとも取れる言葉を残している。
Gゾード消滅後は竜也の進路を認めるかのような態度をとり、大消滅においてもCGCをあくまで市民の保護に当たらせるなど尽力した。
最終決戦後はランニングに励む竜也を車内から見守っていた。
浅見 奈美江（）
渡の妻で、竜也の母。47歳。旧姓は鷹宮。子煩悩で、竜也のことになると途端にはしゃぎだすが、後述の通り母親らしい厳しさと強さも見せる。
夫と違い竜也がタイムレンジャーであることは最後まで知らなかったが、竜也がリュウヤから上記の真相を聞かされたショックでその使命を放棄し、浅見家を継ごうとした時は叱咤すると共に渡の過去を教え諭し、彼を送り出した。

高橋（）
渡の秘書。
土方（）
CGC初代隊長。
ジャグルの攻撃により、タイムレッドに庇われたものの負傷し、戦列を離脱。その間に直人が隊長に就任したことから、復帰後、渡に本部長就任を命じられるものの直人と対立。その日の午後、非番で外出中の直人の救難信号を切断したことが渡の知るところとなり、隊を追われる。
伊吹 貴敬（）
治安維持局長官。
シティガーディアンズ発足以前から、渡と共にライメイの開発に取り組んだりしていた。直人から、30世紀の情報を聞かされるとシティガーディアンズを治安維持局の管轄とした。第三総合研究所に執務室も設置しようとするが、渡の手で過去の不正行為が公にされてしまい、治安維持局長官を解任された。

## タイムレンジャーの装備・技

### 共通装備
クロノスーツ
タイムレンジャーの5人が変身時に装着するレンジャー隊の戦闘強化服。普段はクロノ粒子の状態で、ストレージ・フィールドと呼ばれる亜空間に格納されている。ヘルメットエレメントブースターはミサイルの直撃にも傷付かない特殊ポリマー製で、ゴーグルには相手の情報を分析するシステムクロノサーチを備えている。ヘルメット自体は着脱が可能とみられ、スペシャルのエンディングでは5人がクロノスーツを装着したままヘルメットを取って視聴者に最後の挨拶をしている。
スーツ本体は極薄の特殊繊維製で、装着した者の身体能力を約20倍引き上げる機能と、マシンガンの連射にもビクともしないほどの強靭な防御力を備える。また靴底には跳躍を補助する小型ブースターが装備されている。バックル部で時空間エネルギー・タイムボーテックス・エネルギーを吸収する。装着する際には5人が普段着を一斉に脱ぎ捨てて、ベーススーツ姿となるのが通例だが、状況によってはこのプロセスを省略し直接変身することもあった。
- デザインでは、シリーズで初めてゴーグルに各メンバーの色を用いている。一方、マスクは発光ギミックを組込んでいるため、正面の大部分を黒が占めている。テーマが時間のため、スーツとマスクに時計の針を盛り込んでいる。

クロノチェンジャー
タイムレンジャーの5人が左腕に装備している変身用特殊ブレス。「クロノチェンジャー!」と叫んでボタンを押すことで、亜空間ストレージフィールド内に隠されていたスーツがクロノ粒子となって移動し、再びクロノスーツとなって瞬間装着する。初回起動時には時間保護局の1チーム規定人数である5人がいなければ起動できないが、一度起動すれば以降は単独でも起動できる。変身後もスーツの外側に露出しているのが特徴。通信機としても使用可能で、武器やタイムフライヤーの呼び出しにも使われる。
最終決戦では竜也は左腕にブイコマンダーを装着したため、クロノチェンジャーは右腕に装着した。
クロノアクセス
クロノチェンジャーで亜空間にアクセスして、クロノ粒子に変換した物体を取り出す。
アクセルストップ
Case File 21で、ハイドリッドのスピードに対抗すべく、シオンがクロノチェンジャーに組み込んだ新機能。クロノスーツの機動力を3秒間だけ大幅に高めるものの、発動中はスーツの耐久力が低下する。同話の最後で4人にも実装された。
タイムエンブレム
タイムレンジャーの身分証明するための紋章。名乗りの際5人のうち1人、もしくは全員がロンダーズに対して掲げる。メンバーごとに発光部の色や、掘り込まれている文字が異なっている。
身分証として以外にも、圧縮冷凍された囚人の上にかざすと圧縮冷凍カプセルが出現し、そのまま囚人がカプセルに収納される機能を持つ。このカプセルが何らかの衝撃で壊れると、中にいた囚人が圧縮された状態で活動する。
直人はエンブレムを持っていなかったが、Case File 45でシオンから専用エンブレムが渡され、実際にCase File 47で名乗る際に使用している。
タイムアタッシュ
時間移動時に装備を収納するアタッシュケース。20世紀への移動時には5人分のクロノチェンジャーと縮小したタイムフライヤーを収納していた。その後、アサルトベクターの収納ケースとして活用された。

ダブルベクター
時計の長針と短針を模した二ふりの剣。こちらも普段はストレージフィールドに格納され、使用時にクロノチェンジャーから取り出される。長剣はスパークベクター、短剣はアローベクターと呼ばれ、柄の部分で合体させるとツインベクター（ツインモード）となる。メンバー毎に未来の金属クリスタライズドメタル製の刃先の色とラインの形が異なる。
刃はクロノマイト合金製で、50センチメートルの鉄棒を輪切りにするほどの切れ味を持つ。柄の部分のパワーボリュームを押すことで、ビートアップして威力が上がる。
ベクターハーレー
スパークベクターからエネルギーをスパークさせ、ツインベクターからエネルギーを放つ。全員が使用可能で、5人同時に放つこともある。
ベクターアラウンド
2人で、空中で敵の周囲を滑空・旋回しながら、ダブルベクターで何度も斬りつける。
ベクターハリケーン
2人で敵の周囲を旋回しながら、ダブルベクターを持ち、きりもみ回転を続けて何度も斬りつける。
ベクターインパルス
レッドの技。ツインベクターをビートアップさせて、空中から縦に斬り付ける。
スパークエンド
レッドの技。ベクターハーレーの応用版。スパークベクターのパワーボリュームを最大にしてビートアップさせて、360度全方向にビームを放つ。
ベクターディバイディング
イエローの技。ツインベクターをビートアップさせて、敵に何度も斬りつける。
ハイジャンプベクター
一人がもう一人の肩を踏み台にしてジャンプし、落下スピードで破壊力を増したダブルベクターを振るう。
ベクター連続斬り
一人がもう一人の肩を踏み台にしてジャンプし、その後2人同時に敵を斬る。
ベクタークラッシュ
レッドが押し出したイエローが、敵に突進し、ツインベクターで敵を突き刺す。
ランニングベクター
レッドの技。猛スピードでダブルベクターを両手で構えて突進し、敵に振り下ろす。
ベクタースラッシュ
ピンクの技。ツインベクターで敵を袈裟懸けに斬り、爆発させる。
ベクターブラスト
ブルーの技。高く跳躍して、敵にダブルベクターを振り下ろす。
クロスベクター
グリーンの技。鋏のようにダブルベクターをクロスさせ、敵を切断する。
ベクターエンド
ダブルベクターを使用した斬撃。ダブルベクターが時計の長針と短針を模しているように、この技にも文字盤に時刻を示すような様々なバリエーションがある。
ビート3
レッドの得意技。敵に飛び掛かりながらスパークベクターで上から下へ斬り、さらにアローベクターで左から右へ斬りつける。
ビート12
レッドの技。敵に飛び掛かりながら、2本のダブルベクターで上から下へ斬りつける。
ビート6
ピンクの得意技。敵に飛び掛かりながらスパークベクターで上から下へ斬り、さらにアローベクターで下から上へ斬りつける。
ビート9
グリーンの得意技。敵に飛び掛かりながらスパークベクターで上から下へ斬り、さらにアローベクターで右から左へ十字を描くように斬りつける。
ビートX
ブルーの技。ツインベクターをビートアップさせて、敵をX字を描くように斬りつける。

アサルトベクター
Case File 23でシオンが開発したビームライフル。5つの拡張パーツアサルトモビルをスパークベクターに合体させることで完成する。アサルトモビルは普段はタイムアタッシュに収納され、タイムレンジャーが使用する際に使用者の下へ転送される。劇中ではレッドとグリーンが使用。
スパークベクターのエネルギーを加速させ、ゼニットを一撃で消滅させてしまうほどの吸収ビームや破壊光線を放つことが可能で、その威力はベクターハーレーの30倍にも及ぶ。またエネルギー弾は毎秒100発放つことができ、2キロメートル先の的も正確に撃ち抜く。さらにビートアップさせて放つ必殺技アサルトバーニングは、命中した敵の活力エネルギーを焼散させる効果がある。この他にも特定の1点のみを狙って撃つスナイパーモードとしても使用可能。
- アサルトモビルは放送当時に発売された玩具では、タイムレンジャーの乗り物としても描かれた。

アサルトバイク
バイク型アサルトモビル。超小型カメラを内蔵しており、敵の追跡や敵アジトの調査に使用することも可能。
アサルトメビウス
ホバーバイク型アサルトモビル。イオンブースターによって飛行し、機体下部にレーザービーム砲を装備。
アサルトスライダー
ホバーボード型アサルトモビル。イオンエネルギーによって飛行可能で、装備はフロント左右のビームバルカン砲と機体左右の特殊鋼製カッター。
アサルトフライヤー
前面にキャノピーを備えたホバーマシン型アサルトモビル。装備は機体上部の電撃ビームガンで、撃った対象を感電させる。
アサルトホバー
ホバークラフト型アサルトモビル。機首に高感度センサーを内蔵しており、隠れた敵の探索にも用いられる。

### ボルユニット
クロノチェンジャーから取り出される重火器で、メンバー毎にその形状は大きく異なる。2人のボルユニットで同時に攻撃するダブルシュートという技もあり、一度だけグリーンとピンクが使用。状況に応じて出力レベルを調整できるとされており、それぞれ単体でも最大出力で囚人たちを射殺できることが劇中でも言及されているが、タイムレンジャーの任務が囚人の再逮捕・圧縮冷凍であるため、その目的で使われることはない。
- 放送当時に発売された、シャイニングヒーローシリーズでは、玩具オリジナルアイテムとして、タイムファイヤー専用のボルユニット・ボルファイヤーが付属した。

ボルブラスター
レッド専用の大型キャノン砲。破壊力は最も高いが、1発撃つ毎のエネルギー再充填に10秒間を要する。ショック効果のある特殊弾を放つこともできる。ボルテックバズーカの砲身前部を形成。ユニットナンバー「1」。
ボルランチャー
ブルー専用の大型ビームランチャー。1発で戦車も粉砕してしまう大型エネルギー弾を、1秒間に3発放つ。ボルテックバズーカの基部（砲身上部）を形成。ユニットナンバー「2」。
ボルパルサー
グリーン専用の2連装パルスビームマシンガン。厚さ50センチメートルの鉄板をも撃ち抜く連続パルスビームを1秒間に10発放つ。Case File 15では、スーツのゴーグルからしか見えないドーム状の反射バリアを発生させる能力が追加されたが、これはバリアが安定するまでに30秒かかる。ボルテックバズーカの左後部を形成。ユニットナンバー「3」。
ボルバルカン
イエロー専用の2連装速射破壊銃。直径1メートルの鉄球を粉砕するバルカンビームを、1秒間に10発発射できる。ボルテックバズーカの右後部を形成。ユニットナンバー「4」。
ボルスナイパー
ピンク専用の大型熱線銃。半径50メートルの範囲を焼き尽くす威力がある。メイデン戦では、直人が生身の状態で使用した。ボルテックバズーカの砲身下部を形成。ユニットナンバー「5」。
ボルテックバズーカ
5つのボルユニットを合体させたバズーカ砲。レッドの「ビルドアップ」の掛け声で合体。ピンク「ターゲット」レッド「ロックオン」の掛け声と共に目標を捕捉。ジェネレーターでタイムボーテックス・エネルギーを変換したプラズマフィールドカプセル内に圧縮した零下270度の凍結剤の加圧超低温光弾プレスリフレイザーをレッドの「ブレスリフレイザー」を合図に数回に分けて発射し、相手を圧縮冷凍する。しかし、圧縮冷凍完了には数秒かかることから囚人が抑制シールをはがして巨大化してしまうことが多かった。そのため、劇中で圧縮冷凍できた囚人はベリト、ジャグル、メイデンの3人のみに留まっている。また、第4クールでは一切使用されなかった。

### シオンの専用装備
ペン
メカを修理したり、目晦ましの閃光を発してショックを与えるペン。Case File 1でリュウヤ（リラ）と勘違いした竜也を捕らえる際に使用。その後のCase File 47では、第三総合研究所に侵入した際、直人から逃れるために使用した。なお、どちらの場合でもシオンは「サイン良いですか？」と言いながら使用した。
カッターバズーカ
シオンが開発した円盤カッターを連射するバズーカ。高速移動するハイドリッドの動きを研究するために使用。敵が攻撃をかわすタイミングを計測し、技の威力や動きの速度を調査する。これで得たデータを基に、アクセルストップを開発した。
時限爆弾
ブラスター・マドウに対して使用。
妨害電波発生機
爆弾を止める際に使用。
自走クマ爆弾
敵の元に歩いた後、爆発。
特殊爆弾
衝撃波を放つ。
シミュレーショングラス
訓練時に使用。

### タイムファイヤーの専用装備
ブイコマンダー
タイムファイヤーの変身アイテムにして、ブイレックスの音声コントローラーでもあるブレスレット。左腕に装備。ブイレックスの制御装置が変化したものであり、最初に音声登録した者の声によってのみ起動・操作ができる。音声によるナビゲーションシステムも搭載（言語は英語）。タイムファイヤーのコマンドを入力することで、クロノスーツを0.1秒の所要時間で装着・変身を可能とする。
本来はリュウヤが使用するはずだったが、彼の思惑により、他者＝直人の手に渡った。直人はキャップ（CGC本部長就任後はベレー帽）を脱ぎ捨ててから変身することが多い。
後にCGC研究班により機構が解析され、音声プロテクトが解除されたことが判明。直人の死後、竜也の手に渡り、DVディフェンダーの使用とブイレックスの操縦に使われた。

DVディフェンダー
タイムファイヤーが右腰のホルスターに携行している武器。「DVチェンジ」の音声指令と同時にスイッチを押すことで、5メートルの大岩も粉砕する高エネルギービームを発射するビームガン形態のディフェンダーガンと、直径50センチメートルの鉄柱も輪切りにする剣形態のディフェンダーソードに変形する。ディフェンダーガンはバルカンモード発動により、パルスビームを連射するDVバルカンを使用可能で、エネルギー量を自在に変更。ディフェンダーソードはファイナルモード発動により、敵をX字を描くように斬ることで単体で圧縮冷凍を完了させる必殺技DVリフレイザーを使用可能。ボルユニットと同じくユニットナンバーの「6」が入っている。

### メカニック
タイムフライヤー
タイムレンジャー5人全員が機体上部に搭乗する小型航時戦闘艇。
イオノブースターによって飛行するほか、操縦桿部のフライヤーカノンの他、機体下部にはボーテックスキャノンを、両翼中心部にはパルスマシンガンを、そして両側先端のエンジン部にはプラズマバルカンをそれぞれ装備。各タイムジェットに搭乗する際もタイムフライヤーで一度上空に飛び上がってから、各人のタイムジェットのコクピットに飛び移るという方法が採られている。
移動手段として用いられる以外にも、拳銃型の形態であるフライヤーマグナムに変形し、タイムロボβの専用武器として使用される。マグナム形態でも飛行は可能で、βがダメージを受けた反動でマグナムを手放してしまった際にも、自立的に飛行と援護射撃を行いながらβの手元に戻ることができる。
終盤、Gゾードの破壊に成功したことで、リュウヤがタイムジェットやタイムシャドウを送り込まなくなってからは、タイムフライヤーを用いて巨大化囚人に対抗したこともあった。
- 通常のスーパー戦隊でのバイクや車両などに位置づけられる。

### タイムジェット
30世紀からタイムゲートを通じて、現代へ送り込まれる5機の緊急システム用超時空戦闘マシン。動力源のクロノプラズマ・ドライブで時間流のタイムボーテックス・エネルギーを使用して飛行する。基本的に東京ドームの天井が時間移動の出入口になっているが、初登場のCase File 2と『タイムレンジャーVSゴーゴーファイブ』では観覧車を出入り口として出現したこともある。発進プロセスは、タックがプロバイダーベースに緊急システムの発動を依頼し、プロバイダーペース内のリュウヤが緊急システムを発動。プロバイダスに射出されて、過去のいかなる時代に転送可能。Case File 42-43では、現代に来ていたリュウヤの指示を受けて、オートコントロールで発動された。
タイムジェットは合体コード「3Dフォーメーション・○○（合体形態名）!」の呼称により、下記3タイプのいずれかに変型合体するシステムを持つ。また、各形態から「チェンジフォーメーション・○○（合体形態名）!」の呼称により、別形態に変形することも可能。各形態の操縦は集合コクピットでタイムレンジャー各人がそれぞれの起動スティックの時空剣を握り、そこから各人の意志を伝える形で行われる。
戦闘が終了すると強制的に合体が解除され、タイムジェットはすぐさま30世紀へと帰還していく。
タイムジェット1
レッド専用の小型戦闘機。両側面に装備されたプラズマバルカン砲は2秒で戦車数台を粉砕する。
タイムロボαおよびタイムロボβの頭部と胴体、タイムジェットγの機首にそれぞれ変形する。
タイムジェット2
ブルー専用の中型戦闘艇。貨物室ペイロードを搭載。機首に2門のパルスマシンガンを装備。
タイムロボαの左脚、タイムロボβの左腕、タイムジェットγの右側面部にそれぞれ変形する。
タイムジェット3
グリーン専用の中型戦闘艇。機首に空間を歪めて敵を粉砕するディストーションブラストを装備。
タイムロボαの右脚、タイムロボβの右腕、タイムジェットγの左側面部にそれぞれ変形する。
タイムジェット4
イエロー専用の小型戦闘機。機首に2,000度の超高温弾を放つヒートディスラプターを装備。
タイムロボαの左腕、タイムロボβの右脚、タイムジェットγの左後部にそれぞれ変形する。
タイムジェット5
ピンク専用の小型戦闘機。機首と両翼に拡散ビーム砲のディフュージョンショットを装備。
タイムロボαの右腕、タイムロボβの左脚、タイムジェットγの右後部にそれぞれ変形する。
タイムジェットγ（）
Case File 5から登場。タイムジェット5機の3Dフォーメーションの第3形態であるガンマフォーメーションによって完成する大型戦闘機形態。全合体形態の中でも群を抜いた機動力を有し、遠距離からの奇襲攻撃に使用される。この形態で白星を挙げたことはないものの、前述した高い機動力に加えα・βの2大ロボ形態に比べフォルムが小さいため、劇中では敵からダメージを受けたことはない。
タイムジェット1 - 3の武器が使用可能で、合体したことによりエネルギー量が5倍に高められているため、破壊力はアップしている。機首部分に装備された大型プラズマ砲ガンマレーザーはタイムジェット単機時の数倍の威力を持つ。
必殺技は円を描くように高速回転することにより、衝撃波によって巨大な竜巻を発生させて敵を吹き飛ばす、ガンマトルネード。ミニプラ版の付属カードには高速で敵に体当たりを仕掛けるデルタアタックという技も記述されているが、こちらは作中未使用。
第3クールに入ってからは長らく登場しなかったが、Case File 50では本形態のままプロバイダーベースの格納庫に封印されていたのをユウリたちが奪取し、大消滅が発生する当日に帰還。
スペシャルでは歴代スーパー戦隊が活動していた時代を巡る際、最初にタイムジェット5機で1975年に赴いた後、タイムジェットγに合体して時間の流れに沿っていった。
- DX版玩具ではオリジナルギミックとして、余剰となるタイムジェット4・5の主翼が合体したパーツをランディングギアとしてγの下部に合体させることで、地上走行用のグランドモード形態が存在する。

### 巨大ロボ
タイムロボα（）
Case File 2から登場。タイムジェット5機の3Dフォーメーションの第1形態であるアルファフォーメーションによって完成する地上戦用の赤い巨大ロボで、3Dフォーメーションの基本形態として位置付けられており、3タイプの中でも最強を誇る。特殊合金クロノマイト製の本体を持ち、パワー面を中心に攻防がバランス良くチューンされ、3Dフォーメーションの各形態の中で唯一圧縮冷凍が可能となっている。3形態とも、操縦はタイムジェットと異なり集合式のコックピットにて、立った状態で床面から伸びた起動スティックを介して行われる。
武器は胸部の緑色の部分の超時空転送機タイムトンネルから出現する可変式の時空剣（）とタイムジェット1・4・5の主翼部分で構成されたクロノシールド。時空剣は刀身からショックビームを放ったり、ブーメラン状の武器バーチャルブーメランに変形させることも可能。クロノシールドは特殊な歪曲フィールドを展開させて敵の攻撃を無効化する。あくまでも目的は囚人の捕獲のため、敵を殺傷せずに時空剣で斬りつけて圧縮冷凍する。
必殺技は、タイムロボαの時空剣の刀身側面を展開・十字型に変形させた状態から、居合い斬りの要領で巨大化囚人を斬りつけて圧縮冷凍するプレスブリザード。この技を使用する際には起動スティックが等身大用時空剣へと変化し、操縦もタイムレンジャーの1人（基本的にはタイムレッド）がこれを振るう動作をトレースする形で行われる。その際に時空剣を折られた場合、起動スティックは発光しながら消滅する。
攻撃が成立すると、直後に敵は時間の流れが停止した状態となり、発動者による「タイムアップ」の発声と共に、左右に展開した時空剣の刀身がカウントダウンの要領で1カウントごとに閉じていく演出が挿入され、計4カウントの経過で時空剣が完全に閉じると同時に再び時間が動き出し、大爆発と共に巨大化囚人の圧縮冷凍が完了する。各回によっては一度斬り抜けた後、振り向きざまにもう一撃浴びせたり、斬りつけずに刀身から冷気を放つパターンなども存在する。
第1クールまでは主にβで敵と戦闘を繰り広げ、優勢になったところで圧縮冷凍を行うためにαに変形していたため、αで敵からダメージを受ける描写はほとんど見られなかった。
タイムロボβ（）
Case File 2から登場。タイムジェット5機の3Dフォーメーションの第2形態であるベータフォーメーションによって完成するスピード戦用の青い巨大ロボで、上方向に大きく張り出した両肩とスリムな脚部が特徴。タイムロボαより馬力は劣るが、クロノプラズマドライブによってスピード重視の高い運動性能と活動スピード能力に特化した性能を有し、スピード戦や空中戦も得意とする他、圧縮冷凍をする必要のない相手を倒す際にも用いられる。
タイムフライヤーが変形したビームガンのフライヤーマグナムからは、2キロ四方の島を消滅させるほどの威力を持つ破壊光線のクロノストロームや空間を歪めて弾道を自在に変える追尾弾のバーチャルシュート、球状にビームを投射して中に閉じ込めた敵の動きを封じるハングアップビームを発射。合体直後に上空から牽制射撃を行うことも多い。フライヤーマグナム以外の技は空間を踏み台にして方向転換するバーチャルターンアタックや空中で脚を揃えた状態から放つ回転蹴りハイスピードキックを主としており、フラン戦では起動スティックを握らず、タイムレッドの動きをトレースしての連続正拳突きスピードパンチを使用した。
必殺技は、クロノストロームを最大出力で放つ、フライヤーマグナム出力最大。

タイムシャドウ
Case File 18で頭部が描かれ、Case File 19より正式登場。自律型戦闘システムの巨大ロボ。メインカラーは黒と銀。通常時はクローキングディバイスの効果で機体を消滅させるステルス戦闘機形態のステルスモードで飛行しているが、緊急時にはデルタフォーメーションによってロボット形態のバトルモードに変形する。バトルモード時は忍者のように軽快に動き、「シュアー」という電子音声を発する。日食状態の太陽が時間移動の出入口になっており、タイムシャドウ登場後はタイムジェットも、帰還時は日食を出入口にしている。時間保護局とインターシティ警察が対凶悪犯罪者用に秘密裏に開発していたもので、3010年に完成する予定だったが、10年繰り上げて完成した。
ステルスモード時の武装は、両翼の端に装備されている大型ビーム砲でタイムボーテックスエネルギーを発射するシャドウブラスト、左右の主翼に五門ずつ装備されているパルスビーム砲、対地機銃のビームレールガン。オプションとして、剣と銃になるプロディバイダーがあり、機体上面に装備。
バトルモード時の武装は、普段は両脚部に収納されており、使用時には両腕に装着する特殊超硬金属クリアニウム製のカッターシャドウセイバーと合体させて弓のような形状にしたダブルシャドウを主装備としている。射撃武器は指先のパルスビーム砲に加え、ウイングに装備された六連装エネルギーミサイル砲から発射されるプラズマのライトニング・シュートを用いる。機動力にも長けており、周囲のビルを縦横無尽に駆け巡る壁走りも可能。第23話では、タイムロボαの時空剣も使用。
必殺技はブースターで加速しながら、ダブルシャドウで敵をX字に斬り裂くブルームーンスラッシュ。普段は威力を調節して使用するが、圧縮冷凍の必要がない敵に対しては決め技として使用。
自律型のため、本来は無人機という設定だが、DX版玩具では本体上部（ステルスモード時）にある緑色のドームを展開すると、内部にコクピットのようなモールドが確認できる。
- 企画段階では、パワーアップパーツのようなメカとしての登場の予定だった。

タイムロボシャドウアルファ
Case File 21から登場。タイムロボαとタイムシャドウがデルタフォーメーション・タイムロボシャドウアルファにより合体した超巨大ロボ。地上戦闘での耐久力が強化されている。
タイムロボを核に、ボディを展開したシャドウが強化外骨格エクソ・スケルトンとなり、両足部・背部・胸部を覆うように合体した後、頭部に出現したバイザーを装着することで完成する。
体内に内蔵された6つのジェネレーターによってパワーをプラスする。主装備は大剣型のプロディバイダー・ソードモード。両肩部にはシャドウの腕部が変形した2門の砲身クロノテックキャノンを搭載し、そこから光子ネットのバーチャルネットを発射。
同武器は合体時にタイムジェットと同じ要領でプロバイダスから送り出される。時空剣同様、コクピット内の起動スティックは必殺技発動時にプロディバイダーと同じ形状に変化する。
必殺技は、バーチャルネットで巨大囚人の動きを封じ、直後にプロディバイダーを円を描くように振りかざすことで、アナログ時計状のイメージを形成し、頂点から囚人をネットごと縦一閃に斬り裂いて零下270度の超低温フィールドを発生させることで圧縮冷凍するブリザードスラッシュ。α時とは異なり、カウントは行わず、成立直後に圧縮冷凍が完了する。回によってはネットによる捕縛のプロセスを経ず、直接斬りつけるパターンも見られた。
- 企画段階での名称は、スーパーα。
- シリーズでも珍しい、2号ロボがパーツを分離せずに合体可能なロボである。タイムジェットγとの合体は、『鳥人戦隊ジェットマン』のハイパーハーケンの出番が少なかったことを考慮して設けられなかった。

タイムロボシャドウベータ
Case File 20から登場。タイムロボβとタイムシャドウがデルタフォーメーション・タイムロボシャドウベータにより合体した超巨大ロボ。合体プロセスはシャドウアルファと同様だが、こちらには砲身が搭載されず、胸部エンブレムや頭部バイザーの形状も異なる。空中戦闘力が強化され、βを超える速度での内蔵された反重力メカによって、反重力を発生させて空中を浮遊することが可能となった。最大の特徴は、β・シャドウ共に単体では不可能であった圧縮冷凍を行えることにある。
主装備は大型ライフルタイプのプロディバイダー・バスターモードで、β同様ハングアップビームやバーチャルターンアタックも使用可能。
必殺技は遥か上空へ飛び上がり、地上に向けて、プロディバイダーから円を描くように計12発の光弾を撃ち込むことで、巨大なアナログ時計状の結界を形成。その中心部に巨大化囚人を閉じ込めることにより動きを封じ、囚人目掛けてプロディバイダー内で零下270度の超低温・超高圧フィールドを変換した大型の圧縮冷凍弾を放つ、プレッシャーカノン。
- 企画段階での名称は、スーパーβ。

ブイレックス
Case File 28から登場。時間保護局が大規模な非常時を想定して開発した、高密度のλ2000を組み込んで製作したTレックス型巨大生体メカ。タイムファイヤーの持つブイコマンダーからの音声入力によって、コントロールされる。エネルギー炉は、高密度のλ2000。
西暦2994年の時間移動実験に失敗して、時間流を彷徨っていたが、時空パルスの裂け目に興味を持ったギエンの手で西暦2000年の時代に出現。このブイレックスを巡って、タイムレンジャー、ギエン、直人による争奪戦が繰り広げられた。Case File 30において、タイムファイヤーこと直人の手に渡り、彼が属するシティガーディアンズの所属機となった。Case File 49で直人が死亡した後は、ブイコマンダーを譲り受けたタイムレッドが操縦。ネオ・クライシスとの決戦において、シオンの調整によるディフェンダーガンのエネルギーでブイレックスの体温を上昇させ、λ2000をζ3に変換することでλ2000の共鳴による時空への影響を解消している。
尻尾や牙による格闘戦テールアタックやハイパーファングに加え、毎秒20発のエネルギー光弾を放つ両肩の二基のブースターレックスレーザーも使用。自己修復機能も有するが、それを行うと、24時間機能停止してしまう。タイムロボαを背に乗せての連携攻撃も展開。
必殺技はレックスレーザーと頭頂部に立ったタイムファイヤーのディフェンダーガンを最大出力で同時に放つマックスバーニング。ネオ・クライシス戦では戦闘によるダメージで動けない状態だったため、タイムロボがネオ・クライシスをブイレックスの前まで誘導し、そこにマックスバーニングを撃ち込むことでネオ・クライシスを倒すと同時にギエンのλ2000を消滅させた。
作中では、ブイレックスが最終的にどうなったかは描かれなかったが、『百獣戦隊ガオレンジャーVSスーパー戦隊』では現代に残された扱いとなっており、タイムレッドのロボとして登場している。
- メカでありながら有機的な要素を取り入れたデザインは、次作『百獣戦隊ガオレンジャー』以降の戦隊ロボにも影響を与えたとされる。
- 初登場での新幹線を咥えるシーンはオープンセットで撮影された。特撮監督の佛田洋は、撮影時点で脚本が完成していなかったため、絵的な面白さを優先して撮影し、ドラマとの整合性は本編班に任せるつもりでいたが、結局自身が本編監督も務めることになったという。

ブイレックスロボ
Case File 30から登場。ブイレックスがボイスフォーメーション・ブイレックスロボの指令で変形した人型巨大ロボ。リバースフォーメーション・ブイレックスの指令で、ブイレックスに戻る。パワーに重点を置く形で製作され、高い戦闘力を発揮する。
武器はダイナマイト3,000t分の威力に匹敵する弾頭に反物質を搭載した右手のガトリング式6連装ミサイルランチャーリボルバーミサイルと左手をマッハ15で放つロケットパンチのレックスパンチ。
必殺技は両肩の圧縮冷凍レーザー砲から放つ超低温ビームマックスブリザード。手応えを感じた後、タイムファイヤーの「ジ・エンド」の発声により、即座に圧縮冷凍は完了する。
Case File 37では、直人の声をコピーしたメイデンに操縦され、タイムシャドウと交戦。直人を踏み潰そうともするが、本物の直人の声に反応したことで動きを止めた。
- 玩具「ボイスフォーメーションDXブイレックスロボ」は、音声入力や自動変形などのギミックを内蔵したシリーズでも異色の商品であった。元バンダイデザイナーの野中剛によれば、ソニーのAIBOをはじめとするペットロボットの影響を受けたものであり、男児向けとして恐竜をモチーフにしたという。野中は世界観との不一致を懸念してはいたが、同年の『仮面ライダークウガ』に比べ本作品の玩具業績が苦戦していたことから強力な一手が必要であったと述べている。自動変形ギミックは、前年に発売された超合金「超絶自動変形 大鉄人17」のノウハウが活用された。

### その他のメカ
発進ロボプロバイダス
時間保護局の基地プロバイダーベースから、タイムジェットやタイムシャドウなどの超時空間マシンを特定の時代に射出するための発進ロボ。別名「タイムゲートの番人」。
緊急システム発動の際には、プロバイダスの胴体に装着されたタイムゲートが自動的に分離し、ベースの前部へと設置される。ゲートが開いた後長く伸ばした右腕をスウィングし、タイムジェットなどを打ち出し、空間をタイムボーテックス・エネルギーによって歪ませ、タイムゲートを通じて時間流に送り込ませる。タイムゲートから打ち出されたマシンはクロノ粒子に変換された後1度過去まで遡り、そこから時間流に沿って現代まで時間移動してくる。
決まった時間のルートを通過するため、タイムジェットの場合は時間移動で、恐竜時代から古代エジプト、それに戦国時代の日本を、タイムシャドウの場合は海を割るモーセや吸血鬼ドラキュラのいた時間、宇宙飛行士の月面探査といった時代を順に通過していく。
プロバイダス自身が戦闘を行うことはないが、シオンの夢の中で戦闘に出てきたことはある。
- 母艦に変形した巨大メカがメカを甲板上で打ち出す案もあった。

時間移動体イグレック
時間保護局のタイムマシン。ユウリたちはこれに乗り込み20世紀にやって来たが、20世紀に到着直後にリラが仕掛けた爆破装置によって爆破された。後にリュウヤが現代に来る際に別のイグレックが使用され、終盤では彼が残していったこの機体に、竜也がユウリたちを強引に閉じ込めて30世紀に送り返してしまった。

都市防衛メカ ライメイ
Case File 19に登場。CGC発足以前に浅見グループ第三総合研究所と政府の治安維持局が共同開発した対ロンダーズ戦車。
動力源は高純度エネルギー・λ2000。出力は140万馬力。車体の前方に装備された巨大ドリルと、車体上部の二門の強力エネルギー砲が武器。破壊兵器ノヴァに対し投入されるも全く歯が立たず、あっさりと破壊された。
Gゾード
Case File 43 - 44に登場。時間保護局がブイレックス以前に開発した、ブイレックスのプロトタイプとも言える怪獣型の生体戦闘ロボット。武器は全身に装備されたミサイルやビーム砲。最大の特徴は高出力のミュートエネルギー炉を使用していることにあり、まともに戦えば、シャドウベータが大苦戦するほどの戦闘力を発揮。ブイレックスを遥かに凌駕する強力な自己再生機能も備えており、その機能はブイレックスに食い千切られた右腕を僅か数秒で復元再生したほど。だが、力の源であるミュートエネルギー炉が唯一の弱点でもある。
2994年の時間移動実験に失敗した本当の機体であり、時空パルスの異常発生と共に、現代（2000年12月）に現れた。出現した当初はバトルモードに入っていなかったが、ギエンが刺激したことで覚醒。すべてを破壊する歴史の破壊者へと変貌して、タイムレンジャーの各巨大ロボを圧倒するが、タイムレッドに復帰した竜也の発案でブイレックスに騎乗したタイムロボαの動きには対処できず、時空剣で背面にある融合炉に直結した直径20センチメートルの排熱口からエネルギー炉を貫かれてしまい、直後にレックスレーザーを受けて爆散した。
Gゾードが破壊されたことで歴史は修正され、シオン以外の未来人たちの歴史も変化した。
- デザイン画ではブイレックスとの対比から青と銀の配色となっていたが、造型では青と赤錆色に変更された。

### スペック
| 名称                          | 全長  | 全高   | 全幅 | 重量    | スピード                                         |
| ----------------------------- | ----- | ------ | ---- | ------- | ------------------------------------------------ |
| タイムジェット1               | 34 m  | 13 m   | 24 m | 1,300 t | マッハ5（通常空間）                              |
| タイムジェット2               | 40 m  | 15 m   | 35 m | 1,400 t | マッハ3.5（通常空間）                            |
| タイムジェット3               | 40 m  | 15 m   | 20 m | 1,400 t | マッハ3.2（通常空間）                            |
| タイムジェット4               | 28 m  | 13 m   | 20 m | 950 t   | マッハ4.5（通常空間）                            |
| タイムジェット5               | 28 m  | 13 m   | 20 m | 950 t   | マッハ4.2（通常空間）                            |
| タイムジェットγ               | 51 m  | 15 m   | 44 m | 6,000 t | 光速の99 %（通常空間）                           |
| タイムシャドウ ステルスモード | 38 m  | 22 m   | 66 m | 4,000 t | - マッハ3（通常空間） - 光速の99 %（時間流内）   |
| ブイレックス                  | 117 m | 76.7 m |      | 8,500 t | 走行速度：100 km/h                               |
| タイムフライヤー              | 4.8 m | 2.2 m  | 5 m  | 1.2 t   | - マッハ2.5（通常空間） - 光速の99 %（時間流内） |
| フライヤーマグナム            | 5.2 m | 2.6 m  | 2 m  | 1.2 t   |                                                  |
| ライメイ                      | 29 m  |        |      | 2,200 t | 120 km/h                                         |

| 名称                       | 全高 | 全長 | 全幅        | 重量        | 出力        |
| -------------------------- | ---- | ---- | ----------- | ----------- | ----------- |
| タイムロボα                | 56 m |      | 41 m        | 6,000 t     | 1,500万馬力 |
| タイムロボβ                | 60 m | 43 m | 1,200万馬力 | 6,000 t     |             |
| タイムシャドウ             | 50 m | 66 m | 4,000 t     | 1,000万馬力 |             |
| タイムロボシャドウアルファ | 64 m | 66 m | 10,000 t    | 1,800万馬力 |             |
| タイムロボシャドウベータ   | 75 m | 66 m | 10,000 t    | 1,500万馬力 |             |
| ブイレックスロボ           | 77 m | 57 m | 8,500 t     |             |             |
| プロバイダス               | 45 m | 29 m | 5,000 t     | 1,100万馬力 |             |
| Gゾード                    |      | 75 m | 55 m        | 8,000 t     | 1,950万馬力 |

### 施設
プロバイダーベース
- 全長：608メートル / 全高：35メートル / 全幅：366メートル

時間保護局の本部基地。内部には様々なデータが入力されたコンピュータ、新入隊員の入隊式が開かれた広間やリュウヤの指令室、時間移動を行う隊員のための消毒ガス噴射設備、各時代の衣装を備えた衣装棚、それに様々な時代で必要な情報を隊員にインプットするための装置などといった最新設備が整っている。
具体的な人数は不明だが数名の上層部と思われるメンバーや、リュウヤが隊長を務める白い隊員服を着用した実働隊員で構成されるレンジャー部隊、プロテクターと光線銃を装備した武装係員、さらに人間大の警備ロボットが多数常駐しており、地球人の他にも優秀な知能を持った異星人も働いている。
地下にはタイムジェットやタイムシャドウの格納庫が、地上部分には各タイムマシン用の滑走路があり、各タイムマシン発進時にはプロバイダスが起動する。

## ロンダーズファミリー
30世紀から20世紀の地球に逃亡してきた、ドン・ドルネロを首領とする未来世界における凶悪犯罪者集団。タイムワープの際に利用したロンダー刑務所のタワーを根城としており、刑務所内の圧縮冷凍された囚人たちを解凍して配下にしている。組織名もこの刑務所にちなんでギエンとリラが名づけたものである。従来のシリーズの敵の組織・悪の組織と大きく異なる点として世界征服や人類抹殺などの明確な思想を持たず、己の欲望の赴くままに金儲けを目的とした犯罪組織であることが挙げられる。囚人が逮捕されても利益が出ることがある。場合によっては金儲けの障碍となるタイムレンジャーの抹殺を目的として、囚人を解凍する場合もある。そうした目的とは別に、幹部のギエンが暴走し大量殺戮を行うことがある。
組織を構成する囚人の大半が異星人のため、異形の姿をした者が多い。そのため、事情を知らない現代人やシティガーディアンズからは凶暴なモンスターとして見られている他、巨大メカも含め「（巨大）ロンダーズ」と呼ばれると言った描写があった。
各キャラクターの身長・体重などの設定はない。
- 組織の名称は「マネーロンダリング（資金洗浄）」から、幹部たちの名前は「ドル」「円」「リラ」など、貨幣の単位から付けられている[90]。
- 東映プロデューサーの日笠淳は、宇宙人や妖怪の類では未来や時間というテーマにはそぐわないと考え、敵も未来人とした[4]。また、敵組織をコンパクトに描くことで、主人公側の描写に厚みを持たせたと述べている[4]。また、メインライターの小林は、脱獄犯に世界征服のような目的はふさわしくなく、犯罪者集団とすることで毎回の犯罪が組み立てやすかったと述べている[3]。

ドン・ドルネロ
30世紀の大物マフィア組織「ドン・ドルネロファミリー」のボス。第一級犯罪により1,000年の圧縮冷凍刑を宣告されたが、刑に処される寸前に脱獄しロンダー刑務所ごと20世紀に逃亡。ギエンやリラとともにロンダーズファミリーを立ち上げた。まれに自ら戦うこともあり、その際には尻からのガス噴射で飛行し突進を行ったこともある。
表を出歩く際には人間体に変身し、金城 銅山（）を名乗る。マザコンであるが、かつて自分を捨てた母親を金で買い戻したと語っている。リラとは金で繋がっている仲だったが、母に似ている彼女のことは嫌いではなかった。
金銭に頼らなくても欲しいものは大体手に入れられるだけの力を持っているが、金銭自体を愛しているため、金がないと熱が出る。マフィアらしく、冷酷な性格で敵対する者には容赦なく、自分を追っていたユウリの父親を家族ごと抹殺している。その一方、ファミリー同士は仲良くしなくてはならないという思想を持ち、ファミリーへの情は深く人情味を見せることもある。他にも家計簿を付けたり、ドラマを観て涙ぐんだり、リラと一緒にクリスマスパーティーを楽しんだり、「いくら金をかけても取り戻せない物もある」と自嘲するなど、悪党ではあるが良くも悪くも人間臭さも目立つ。
金儲けを目的としているため、人類の支配や世界の破壊を望んでおらず、「世界が崩壊してしまっては金儲けができなくなる」という理由でレダーウイルスのワクチン製造に協力したこともある。
Case File 40で遂にギエンを見限り、制御キーを使って隔離するが、Case File 42でリュウヤの手でギエンが解放され、ギエンの捕獲を敵であるタイムレンジャーに依頼。Case File 44で蛍型の自律探査型盗聴装置ホタルくんを使い、ギエンを解放した黒幕を調べるも盗聴した会話の中では、リュウヤの名は出なかったために、彼が黒幕であることまでは分からなかった。
Case File 47では銃火器を手にギエンを自ら始末しようとするが、ギエンの命乞いから情を揺さぶられて、返り討ちに遭う。死の間際、その場に駆けつけた竜也とユウリに囚人たちを30世紀に還すように頼み、リラを思いながら最期を迎える。
- 当初のデザインはティラノサウルスをモチーフとしていたが没となり、クジラをモチーフとしたものに変更された。

ギエン
金色の長身の機械化人間。普段は冷静沈着で丁寧な言動を崩さないが、感情が高ぶると顔のパーツが飛び出し、言動も狂気的になる。マシンガンを仕込んだアタッチメント式の左腕と、口に内蔵されたビーム砲を武器とする。ドルネロとは古い付き合いであり、参謀格として活動。趣味は自身の体を改造していくこと。ドルネロやリラとは逆に金儲けよりも破壊と殺戮活動を好むが、2人と仲の良い姿も見せている。
ドルネロと出会ったころは、スラム街に住む人間の青年であり、お金の数も数えられないほどに頭が悪いながらもシャボン玉が好きな無邪気で優しい心の持ち主だった。対立組織に追われていたドルネロを匿い、仲良くなるが、ドルネロを追う対立組織に拷問されて瀕死の重傷を負う。拷問されながらもドルネロのことを話さなかったことに恩義を感じたドルネロの依頼を受けた闇医者の手で高密度のλ2000と電子頭脳を大量に使用した改造手術によってメカ生命体として再生された。改造されてからは優れた知能を持つようになり、ジャンクドロイドや様々なメカを開発した。その一方で電子頭脳の使い過ぎによって、年月と共に人間時代の人格は失われてゆき、人間時代の劣等感から破壊を好むようになった。
ヘルズゲート囚人の開放やブイレックス入手作戦といった破壊のための活動を繰り返していく。ドルネロとリラが活動拠点をとあるビルに移した後も自身はロンダー刑務所に残り続け、それにより、エンボスのレダーウイルスによるパンデミックを起こしたことでドルネロに見限られ、改造を行った闇医者に渡された制御キーを差し込まれ、機械化以前の性格に戻されて、ロンダー刑務所に幽閉されることになる。
歴史の修正を目的とするリュウヤの手で解放後、ドルネロをも手にかけ、ネオ・クライシスに搭乗し、破壊のみの衝動で暴れ回るが、自ら殺したはずのドルネロに声をかけたり、目の前のタイムレンジャーすら思い出せなくなるなど、次第に自我までも失われていく。タイムロボとブイレックスによりネオ・クライシスごと倒され、人間のころの無邪気な性格に戻った後ドルネロの名を呼びながら「僕、お金を数えられるようになったよ…」と金の勘定を始めた直後に、機能停止と共に崩れ落ちて消滅した。
- デザインは自身の体を改造していく偏執狂というコンセプトでアンバランスな体型となっている。

リラ
自己中心的かつ、金の浪費と贅沢が大好きな地球人型の女性犯罪者で、ドルネロの情婦。貴金属やグルメ、美容にファッション、さらに美術品などあらゆる物に関心を持ち、これらを金で手に入れようとする。
人間に変装するのが得意で、ドルネロたちが現代に逃走する際もリラの変装が役に立っている。戦闘能力も高く、ビームガンやバリアマントで戦う。
ドルネロの実母によく似ており、彼とは金で繋がっている仲だったが、内心ではそれなりに好意も抱いていた。
ドルネロの死を知った後、金品を持って逃亡。その際亡きドルネロに「お金抜きでも、ちょっとは好きだったわよ」と独り言のように告げて姿を消し、その後の消息は不明。
- デザインでは髪にボリュームがあり、顔には模様があった。

ロンダーズ囚人
ロンダー刑務所で圧縮冷凍の刑を受けていた囚人たち。圧縮冷凍中も頭の半分は起きている状態でありながら、身体は全く動かせないことなどから、とても苦しいらしい。
ロンダー刑務所は凶悪な宇宙人やサイボーグ、生体ロボットなどの犯罪者を多く収容しており、解凍された囚人たちはその特殊な能力でタイムレンジャーを苦しめる。また、ウーゴなどのように窃盗や無銭飲食などの罪を犯した刑期の比較的短い軽犯罪者も少なくない。
圧縮冷凍された囚人には反動でリバウンド（巨大化）しないよう、その身体に抑制シールが貼られており、これを剥がすと小型時からのリバウンドから体組織が20倍になり巨大化してしまう。大抵の場合、戦闘中のアクシデントでこのシールが剥がれるか、ボルテックバズーカの直撃を受けた直後に圧縮冷凍される前に最後の手段として、自らシールを剥がして巨大化することが多い。
Case File 46において、大消滅の存在を知ったドルネロの手で囚人たちは万が一に備えて、再度圧縮冷凍され、ドルネロの死後、タイムレンジャーの手でイグレックに移され、未来に還された。
ロンダーズ囚人は本作品における怪人に相当する存在だが、ドルネロたちとは金や何らかの縁で繋がっているだけにすぎないため、囚人たち本人にドルネロの部下という意識はほとんどなく、あくまでも協力者・同業者・仲間として位置付けられている。
ヘルズゲート囚人
悪党揃いのロンダー刑務所の囚人の中でも、特に凶暴で危険なことから事実上の終身刑を受けた犯罪者たち。ロンダー刑務所の奥にある半永久独房ヘルズゲートに収容されている。危険すぎるため金儲けには使えないことから、ドルネロは解凍せずにいるが、劇中ではギエンの手で4人ものヘルズゲート囚（ブラスター・マドウ、ジャグル、エンボス、ハーバル）が解凍された。
ヘルズゲートを開けるための鍵は、劇中では2つ登場し、1つ目の鍵はブラスター・マドウ逮捕後、ドルネロの怒りを買ったギエンがやむを得ず渡し、以降は隠し持っていた2つ目の鍵を使うようになる。

ジャンクドロイド ゼニット
ギエンが作り出したメカ兵士で、金属ボックスの中に溜められたネジから生み出される。
人間の姿に変身することもでき、戦闘からエステティシャンのアシスタントまで、様々な雑務をこなす。薄茶色の個体がほとんどだが、中には金色のゼニットも存在する。
戦闘時には剣型マシンガンを武器とし、金属音を鳴らし変わったステップを踏みながらタイムレンジャーと戦う。
戦闘員でありながらCase File 49では変身前のタイムファイヤーの射殺に成功している。
- 金色のゼニットのスーツにはメタリックに光る特殊な素材が用いられている。顔の中央は覗き穴になっており、スーツアクターからは視界がよいと好評であったという。

### ギエンが製作したロボ
破壊兵器ノヴァ
Case File 19に登場した自律戦闘メカで対人殺傷用ロボット。
全身にビーム砲・ミサイル・カッターなど強力な武器を装備し、頑強な装甲で身を守っている。サンドーラを使って入手したλ2000で作り出したζ3を燃料としている。
ギエンに圧縮冷凍を施されたことで、抑制シールが身体に貼られており、これを剥がされて、巨大化し、街中で暴れ始める。防衛のために出動したライメイをいとも容易く蹴散らし、先日のサンドーラ戦でタイムロボが損傷中のタイムレンジャーも窮地に陥れる。3タイムロボの代わりに参戦したタイムシャドウとの交戦の末、ブルームーンスラッシュを受けて爆散。
- デザインはギエンやゼニットとの類似性が意識されている。

メカ・クライシス
Case File 47に登場した自律戦闘ロボット。Gゾードのミュートエネルギー炉をギエンが入手したことで製造された。
首に装備している二連装光線砲、右腕の斧、左腕の7門銃を武器としており、反圧縮冷凍作用で巨大化も行う。エネルギー源は、ギエンがハーバルを使って、第三総合研究所から強奪した大量のλ2000を変換したζ3を使用。
タイムブルー、イエロー、グリーンのボルユニットとタイムファイヤーのDVリフレイザーによる連続攻撃を受けながらもDVリフレイザーの圧縮冷凍を逆に利用して巨大化。ブイレックスロボとタイムフライヤーとの戦闘を展開し、最終的には、ブイレックスのマックスバーニングで破壊された。

ネオ・クライシス
Case File 48 - 50に登場した、最強の最終破壊兵器たる有人操縦式戦闘ロボット。
ギエンがメカ・クライシスで得たデータを元に全てを滅ぼすために作り上げ、そのフォルムもギエンのそれに近いものとなっている。口部内のビーム砲を初め、全身を強力な破壊光弾を連射する砲門で武装しており、両腕のクローはタイムロボαの時空剣をへし折るほどのパワーを発揮。
完成後、ノヴァと同じやり方で巨大化させられ、ギエンが乗り込み、街中で暴れ始める。対抗してきたブイレックスと交戦中、ギエンとブイレックスのλ2000により、時空間の歪みによる大消滅が発生していくが、両者とも戦闘を続行し、零距離攻撃でブイレックスに勝利。止める者がいなくなったことで、地上の破壊を続行するが、ネオ・クライシスの動きが鈍くなったことから、一時撤退する。翌朝、再度暴れまわり、未来から帰還したタイムピンクたちが操縦するタイムロボαと戦闘を繰り広げ、タイムロボβの攻撃で転倒した直後、タイムレッドの手でλ2000をζ3に変換されたブイレックスの最大出力のマックスバーニングを受けて爆発。同時にギエンも滅び、大消滅も終息した。
- デザインはギエンとの類似性が意識され、ギエンが正気を失っていることを表現するために装備過剰となっている。デザイン画では頭部両脇に翼が広がっていたが、造型では省略された。

### ロンダー刑務所
30世紀の世界で、世間から隔絶された大海原の海上に建っているとされるタワー状の刑務所。出自も罪状も様々な数多くの凶悪犯たちが冷凍刑を科せられ、最上階タワーの刑執行用の圧縮冷凍装置によって圧縮冷凍され拘束・収監されている。
所内には所長をはじめ、時間保護局と同様の武装係員や警備ロボットが勤めていたが、ドルネロとギエンによって最上階タワーをジャックされ、彼らの陰謀で最上階タワーがプロバイダーベースへとテレポートし、ユウリたちが乗り込んだイグレックと共に、20世紀へとタイムスリップしてしまった。以降はこの刑務所の最上階タワーが所在地不明の森の中に傾いた状態で置かれ、そのままドルネロたちのアジトとなった。
物語後半ではドルネロの20世紀でのビジネスが軌道に乗ったことを受け、とあるオフィス街の一角に事務所を構えてこちらを本拠とするようになったが、以降もギエンのみがアジトに留まった。

## 設定

### タイムレンジャー関連
トゥモローリサーチ
竜也が独立するために用意していた、マンションの2階の一室を事務所に転用。タイムレンジャー5人全員とタックが生活していくために始めた便利屋で、タイムレンジャーの活動拠点でもある。メンバーの得意分野を活かした仕事をメインにイベント企画から、ビル内の清掃といった雑務全般を請け負い、シオンが開設したホームページにて、仕事の依頼を受け付けることもある。
事務所には5人とタックが住み込みで勤務し、ロッカーには圧縮冷凍して逮捕された囚人のカプセルを厳重に保管している。住所は、東京都品川区泰漣5-20-30（架空の住所）。間取りは2LDKで、1カ月の家賃は15万3,000円。竜也のポケットマネーで、肩口のファスナーで袖の取り外しが出来るジャンパーを製作し、ユニフォームとしている。
Case File 45では、家賃を払えず、四苦八苦していたが、直人の依頼を受けて、ブイレックスを清掃したことで事なきを得る。
時間保護局
タイムマシンが発明されて間もなく、犯罪者の不法な時間移動が横行したことで発生した30世紀が消滅の危機に陥る大事件を受けて、人類が時間内移動を完全に禁止し、万が一の時に備えて発足した世界規模の機関。その基地中枢はプロバイダーベース内部にある。その任務は地球の歴史を保護することであり、常時、時間保護法違反者を警戒・監視している。
インターシティ警察
ユウリや彼女の父であるコウセイが捜査官として所属していた、30世紀の世界的警察機構で、シティガーディアンズが礎となり発足した。時間保護局と共同で、タイムシャドウを建造した。
ストーカー行為でユウリを苦しめ、懲戒免職処分となったアベルも、元インターシティ警察の刑事だった。

### 浅見グループ関連
竜也の父・渡が会長を務める大型企業団体で、先代（竜也の祖父）が一代で築き上げた、日本でもトップクラスの有名企業。神奈川県川崎市にある第三総合研究所によるλ2000とライメイの開発や、シティガーディアンズの発足など、意欲的に社会に貢献している。
- 資料によっては、浅見コンツェルンと記述している[38]。

シティガーディアンズ
Case File 27より登場した民間の対ロンダーズ警備会社。渡が自ら社長を兼務し、内務省治安維持局と提携することで銃火器の携行が特別に認められている。契約者の命や財産をロンダーズファミリーの犯罪行為から警備・救出することが第一とされ、契約者以外の人命や財産は保護の対象外となっている。
実働隊員はコバルトブルーのユニフォームとキャップ（隊長はベレー帽）を身に纏っている。グレネードランチャーやアサルトライフルなどの重火器や特殊車両を使用している。
渡はシティガーディアンズが、いずれ警察機構にとって代わるものと考えており、そのため隊員たちも各方面から優秀な人材が集められている。
後のインターシティ警察の基礎となった。

### その他の設定
λ2000（）
浅見グループの第3総合研究所で開発された、橙色のエネルギークリスタル。「公害を起こさないクリーンなエネルギー。人類の新エネルギー」として研究が進められている高純度エネルギー物質だが、このエネルギーには僅かに時空を蝕む性質が存在している。ギエンとブイレックスは超高密度のλ2000を燃料としており、両者が戦闘を行った影響で大消滅が発生することになった。
ζ3（）
λ2000を高熱処理することで変化した、水色の高純度エネルギークリスタル。少量でも凄まじいエネルギーを生み出す性質を持ち、同時に時空を蝕むことがなく無害のため、30世紀では広く用いられている。

大消滅（）
西暦2001年2月4日に発生したといわれる大災害で、本来の歴史では地上の3分の2が飲み込まれて消滅し、後に生き残った人類によって世界が徐々に復興し30世紀を迎えたとされる。その実態は、ブイレックスとギエンが操縦するネオ・クライシスがぶつかり合うことで蝕まれた時空間が空中に出現し、それらが地上や建造物を飲み込む現象であった。この現象は両者の体内に備わっている高密度のλ2000の共鳴によって引き起こされるため、戦えば戦うほど時空間の歪みが加速してしまう。
劇中でも実際にこの現象が発生し大規模な被害が出たが、タイムレンジャーがギエンを倒した結果、発生しつつあった時空間の歪みも食い止められ、大消滅による被害も最小限に留まった。

## キャスト
主演の永井マサルはメイン監督の諸田敏が推薦し、演技経験がなかったため反対意見も挙がったものの、東映プロデューサーの日笠淳やメインライターの小林靖子らも賛同したことにより起用された。

### レギュラー、準レギュラー
- 浅見竜也 / タイムレッド、リュウヤ[注釈 42]（1,19,20,42 - 44,46,48 - 50） - 永井マサル（二役）
- ユウリ / タイムピンク - 勝村美香
- アヤセ / タイムブルー - 城戸裕次
- ドモン / タイムイエロー- 小泉朋英[注釈 43]
- シオン / タイムグリーン - 倉貫匡弘
- 滝沢直人 / タイムファイヤー[注釈 44][注釈 45] - 笠原紳司（27 - 49）
- 浅見渡 - 岡本富士太（2,6.19,27 - 30,37,42 - 44,46,48 - 50）
- 浅見奈美江 - 大西多摩恵（6,25,42 - 44）
- 渡の秘書[注釈 46] - 吉見純麿（42,43,46,48 - 50）
- 森山ホナミ - 有輝りん（9,11,15,24,31,36,45,48 - 50）
- リラ - 久瑠あさ美（1 - 12,14 - 34,37 - 42,44,46,47）
- 金城銅山 - 千本松喜兵衛（21,24,39）

### 声の出演
- タック - 沼田祐介
- タイムロボター - 折笠富美子（27 - 33,35 - 39,41 - 46,50）
- ドルネロ - 大友龍三郎（1 - 12,14 - 26,29 - 34,37 - 44,46,47）
- ギエン - 戸部公爾（1 - 12,14 - 32,34,37,39 - 44,46 - 50）
- ナレーション - 堀之紀[注釈 47]

### ゲスト
- 時間保護局 オペレーター[注釈 42] - 岳美（1）
- 役員[注釈 48] - 大矢兼臣（2,42 - 44）
- 原田マミ[注釈 42] - 小島莉子（4）
- ユウリの父[注釈 49] - 神谷秀澄（5,49）
- ユウリの母[注釈 49] - 五十嵐ゆかり（5,49）
- 鳥羽賢治 - 井筒徹（8）
- 編集長 - 鈴木一馬（11,15）
- アルゴ - 小須田康人（12）
- 滝本隼人 - 秋葉護（12）
- 細木信二 - 阪田マサノブ（13）
- 竜也の相手選手[注釈 42] - 甲斐道夫（13）
- 菅原喜八郎 - たかはし等（16）
- 浦和誠 - 崎本大海（17）
- 母親 - 根本亜季絵（17）
- 澁谷五郎 - 小澤零（17）
- 森本光太郎[注釈 50] - 青柳文太郎（18,19,35）
- 久保田 - 松木秀樹（18,19）
- 清水和博[注釈 51] - 右田昌万（18,19,35）
- 伊吹長官[注釈 52] - 俵一（19,27,42,43,46,48）
- 操縦士 - 山本修、工藤龍生（19）
- レポーター - 吉川愛歩（20）
- 中田啓三 - 持田篤（21）
- 店主 - 大山豊（21）
- 山田吾郎 - おかやまはじめ（22）
- 山下慶吾 - 市山登（23）
- 看護婦 - A・W杏子（23）
- 社長 - 村田則男（24）
- 鷹宮義隆 - 小池榮（25）
- 立花智 - 重松収（27）
- 土方本部長[注釈 53] - 甲斐道夫（27,28,37）
- Vコマンダーの声 - デビーリギアー（29,30）
- 桜井久志 - 渡辺憲吉（33）
- 桜井エミリ - 永井杏（33）
- バーのマスター - 大久保了（34）
- バーの男 - 久保田芳之（34）
- 高橋泰治 - 立原勇武（35）
- 病院のよいこたち - 亀島和輝、古賀大造、市川海、矢島源、野澤瑠南、遠藤優（35）
- レージ - 川村龍俊（マンブルゴッチ）（36）
- スナヤマ - 岡部務（36）
- タケイ - 橋川剛（36）
- 映画プロデューサー - まいど豊（38）
- 緒形慎吾 - 澤山雄次（38）
- 映画解説者 - 本郷元太郎（38）
- 信者達 - 今井隆、秋元乃枝、梓紫央里（41）
- 人間時代のギエン - 天間信紘（42）
- 隊員 - 北村隆幸（42）
- 30世紀のアナウンサー - 鈴木美保子（42）
- 役員 - 小寺大介（42 - 44）
- コンピューターボイスの声[注釈 54] - 中島麻実（43,48,49）
- 大家さん - 千本松喜兵衛（45）
- 福引の親父 - 高月忠（45）
- 隊員 - 泉知束（46）
- 三好 - 元村悠（47,49）
- 男 - 澤田誠志（48）
- 女の子 - 平井みき（48,49）
- メイ - 栗原香織（49）
- 時間保護局隊員 - 外田能久、杉村晃司（49）、巽冠介（50）
- 赤ん坊 - 小田桐良徳（50）
- ガオレンジャー[注釈 55] - 金子昇・堀江慶・柴木丈瑠・酒井一圭・竹内実生（スペシャル）

### スーツアクター
- タイムレッド[出典 44]、ブイレックス[102] - 高岩成二
- タイムピンク[出典 45]、ブイレックス[106] - 中川素州
- タイムブルー[出典 46] - 竹内康博
- タイムイエロー[出典 47] - 日下秀昭
- タイムグリーン[出典 48] - 蜂須賀祐一
- タイムファイヤー[出典 49] - 今井靖彦
- ドン・ドルネロ[112] - 大西修
- ロンダーズ囚人[113] - 三村幸司
- ロンダーズ囚人[114]、ゼニット[114]、ドーバ[115] - 押川善文
- ドミーロ[116] - 神尾直子
- ゼニット[117]、ラデス[118] - 伊藤慎
- ハマー[119] - 福沢博文
- その他 - 小倉敏博[120]、渋江勝[121]

## スタッフ
前作より引き続き参加の小林靖子がメインライターとして起用され、自身が以前に手掛けた『ギンガマン』よりも、さらに大人向けのドラマ世界を構築。作品後半はほぼ一人でシナリオを執筆している。この他やはり前作より続投の山口亮太、そしてスーパー戦隊シリーズには久々の参加となる井上敏樹が、物語前半から中盤にかけて脇を固める格好となった。
パイロット演出は長らく助監督としてスーパー戦隊シリーズに従事した諸田敏が担当。これが諸田にとって初のパイロット&メイン監督であり、同時に年間を通して最多演出を果たした。諸田によればパイロットへの起用は日笠からの指名によるものであり、諸田自身は前作『救急戦隊ゴーゴーファイブ』での出来が評価されたものと受け止めている。日笠は諸田と小林の作家性を引き出すことで、新たな化学変化が起こることを期待したと述べている。また平成仮面ライダーシリーズに移動した長石多可男と渡辺勝也に代わり、坂本太郎と松井昇が復帰するなど、前作から監督ローテーションは大きく変化している。この他、後にスーパー戦隊シリーズにて演出陣の主力を担うこととなる中澤祥次郎も、本作品にてデビューを果たしている。
劇伴音楽は『激走戦隊カーレンジャー』より挿入歌の作編曲などで携わってきた亀山耕一郎を初めて起用。キャラクターデザインには過去のシリーズ作品にもたびたび携わってきた原田吉朗が初めて年間通してメインで参加、この他森木靖泰や阿部統もヘルプ的な形で名を連ねている。
- 原作 - 八手三郎
- 連載 - テレビマガジン、てれびくん
- プロデューサー - 福吉健（テレビ朝日）、日笠淳（東映）、矢田晃一（東映エージエンシー）
- 脚本 - 小林靖子、山口亮太、井上敏樹、竹本昇
- 音楽 - 亀山耕一郎
- 監督 - 諸田敏、松井昇、小中肇、坂本太郎、佛田洋、中澤祥次郎、竹本昇
- 撮影 - 松村文雄、大沢信吾
- 照明 - 小野幹雄、竹田勝三、中川勇雄、高橋道夫
- 計測 - 相葉実
- 操演 - 寺門勇
- 記録 - 安倍伸子、森みどり
- 美術 - 山下宏
- 装飾 - 神戸信次（装美社）、高津装飾美術
- 装置 - 紀和美建
- 美粧 - サン・メイク
- 衣裳 - 東京衣裳新社
- 録音 - 石川孝、宮葉勝行、渡辺典夫
- 編集 - 洲崎千恵子、大畑英亮、阿部嘉之、須永弘志
- 音響効果 - 阿部作二、大泉音映
- 選曲 - 宮葉勝行
- 視覚効果 - 沖満
- デジタル合成 - 柳原嘉宣、松岡勇二（日本映像クリエイティブ）、道木伸隆、尾上麻沙子（マリンポスト）、照井一宏（キューテック）
- 企画協力 - 企画者104
- キャラクターデザイン - 原田吉朗、森木靖泰、阿部統
- イラスト - アーズスタジオ
- ヒーロー&メカニックアイテムデザイン - プレックス
- 造型 - レインボー造型企画、前澤範
- 現像 - 東映化学ファイン・ネガ・ビデオシステム
- メディア変換 - 東映化学デジタルテック、山本修司
- 撮影協力 - ボートピア市原
- 衣裳協力 - KODIAK
- 装飾協力 - COMPAQ、アキレス
- カースタント - タケシレーシング
- 広報 - 織田笑里（テレビ朝日）
- プロデューサー補 - 西平敦郎
- 助監督 - 加藤弘之、中沢祥次郎、安養寺工、竹本昇、野間詳令、谷口和彦、斉藤博士、塩川純平、福島耕二
- 進行主任 - 谷口正洋、滝沢栄
- 制作デスク - 荒井成介
- 制作担当 - 岩永恭一郎
- アクション監督 - 竹田道弘（ジャパンアクションクラブ）
- 【株】特撮研究所
  - 撮影 - 中根伸治、鈴木啓造
  - 照明 - 安藤和也、坂井竜一
  - 操演 - 鈴木昶、中山亨、宇田川幸夫、花谷充泰
  - 美術 - 松浦芳、秋山弘平、梶政幸
  - CG - 捻橋尚文、足立亨
- デジタルエフェクト - 尾上克郎
- 特撮スーパーバイザー - 高橋政千
- 特撮監督 - 佛田洋
- 制作 - テレビ朝日、東映、東映エージエンシー

## 音楽
主題歌
日笠プロデューサー、そしてコロムビアの本地大輔ディレクターの「主題歌と劇伴とをトータルな音楽世界として作って欲しい」という方針に則り、本作品では主題歌の作曲を劇伴担当者が手がけることとなった。日笠は「主題歌も強烈に斬新なものに変えていきたい」と亀山に語っており、主題歌に女性ボーカルの起用を提案している。同時にエンディングテーマについても「オープニングテーマが二つあるような形にしたい」という意向から、二曲とも異なるジャンルを軸としてどちらがオープニングに選ばれてもいいような楽曲作りが志向されている。
亀山は従来のシリーズ作品とは一線を画す主題歌となったことに対して「番組を見てくれる子供たちのことは、いつも頭に置いていました。でも子供が幼稚園や学校で習うような歌に近づけようとは考えませんでした」と語っており、「とにかく興味を引いてもらえる」ことを重視したと述べている。
オープニングテーマ
「JIKŪ 〜未来戦隊タイムレンジャー〜」
作詞：磯谷佳江 / 作・編曲：亀山耕一郎 / 歌：佐々木久美
スーパー戦隊シリーズとしては初となる女性単独ボーカルによるオープニングテーマ。メロディも制作当初より女性ボーカルを想定して作られている。
作曲にあたっては「プログレッシブ・ロック」の曲調を前面に押し出し、「Go Over Time & Space…」というゴスペルから始まるイントロ、パイプオルガンやクワイアの導入、英語中心の難解な歌詞やサビの部分で繰り返される変拍子など、それまでの特撮ヒーロー主題歌とは異なるアレンジになっている。また、サビに戦隊名が登場しないきわめて珍しい曲である（作品同様「未来戦隊」という単語は全く登場せず、「タイムレンジャー」という語句のみ、Cメロの最初で歌われている）。
しかし、英語交じりの歌詞が難解であるという意見が寄せられ、後述の通り一時期はOPに歌詞が字幕表示されたこともあった。また、キャスト表示が数回変更されており、当初は「画面左右から入ってくる役名が画面中央で合体して、俳優名の表示となる」と凝ったものだったが、同様に途中から役名、俳優名を併記する一般的な表示に変更されている。
スペシャルでは2番が使用され、映像も通常のものとは異なり、5人とタックの紹介映像ではCase File 45のワンシーンが、その後のスタッフクレジットでは歴代戦隊の戦闘シーンが使用された。また前述の通り視聴者の意見を反映する形で、Case File 13から31までの間OP映像に歌詞が表示された。
「BEYOND ALL SPACE AND TIME（JIKŪ 〜未来戦隊タイムレンジャー〜 英語ヴァージョン）」（Case File 45）
英作詞：Brian Peck / 作・編曲：亀山耕一郎 / 歌：佐々木久美
オープニングテーマの英語ヴァージョン。これまでの英語版主題歌と違い、日本語を直訳したものではない本格的な英語詞（大意は日本語の詞と同じ）が与えられている。
Vシネマ作品『未来戦隊タイムレンジャーVSゴーゴーファイブ』のエンディングとしても使用。
エンディングテーマ
「時の彼方へ」
作詞：吉井省一 / 作・編曲：亀山耕一郎 / 歌：NAT'S
プログレロックを意識したオープニングテーマに対し、こちらは「90年代テクノ」を志向した作りとなっている。オープニングと同様に女性ボーカルによる歌唱であるが、これはオープニングが女性ボーカルに決定したことを受けて亀山が提案したことに因るものである。また亀山によると本曲の方がスタッフの間では評判が良く、一度はこちらがオープニングに決定したものの、数日後に「よりインパクトの強い方をオープニングに」との意向で逆転したという逸話が残されている。
「ミラクル☆Xmas」（Case File 44）
作詞：加藤清美 / 作曲・編曲：亀山耕一郎 / 歌：T.R.Futures（永井マサル、勝村美香、城戸裕次、小泉朋英、倉貫匡弘）
「T.R.Futures」名義でレギュラー5人（永井、勝村、城戸、小泉、倉貫）が歌ったクリスマスソング。
「ETERNAL WIND」（Case File 45）
作詞：新月貴子 / 作曲・編曲：中川幸太郎 / 歌：高山成孝
「未来のゆくえ」（Case File 50）
作詞：磯谷佳江 / 作曲・編曲・歌：岩﨑元是
エピローグの竜也のランニングシーンで使用され、本編は完結した。
また、Case File 20では挿入歌として使用された。
「Don't Stop Your Story!」（スペシャル）
作詞：大和祐加里 / 作曲・編曲：岩崎琢 / 歌：T.R.Futures（永井マサル、勝村美香、城戸裕次、小泉朋英、倉貫匡弘）
「T.R.Futures」名義でレギュラー5人が歌ったもう一つの曲であり、この曲に乗せて歴代戦隊の数々のメカや必殺技が次々と映し出された。

挿入歌
「Chase! Chase! Chase!」（Case File 4・10・24・40）
作詞：吉井省一 / 作曲・編曲：亀山耕一郎 / 歌：高尾直樹
Case File 18ではインストゥルメンタル版が使用された。
「Tic Tac 〜タイムレンジャーとけいのうた〜」
作詞：加藤清美 / 作曲・編曲：出口雅生 / 歌：朝川ひろこ、森の木児童合唱団
Case File 9・14・42ではインストゥルメンタル版が使用された。
「BAD VICTORY」
作詞：さいとういんこ / 作曲：梶原茂実 / 編曲：石川恵樹 / 歌：佐々木久美
Case File 10ではギターソロ部分が、Case File 38ではインストゥルメンタル版が使用された。
「1000年戦士」（Case File 23）
作詞：加藤清美 / 作曲・編曲：石川恵樹 / 歌：宮内タカユキ
Case File 21では前奏の冒頭部分のみが使用された。
「OK! タイムロボ!!」（Case File 5・6・8・9・12・13・15）
作詞：里乃塚玲央 / 作曲・編曲：亀山耕一郎 / 歌：高尾直樹
Case File 11ではインストゥルメンタル版が使用された。
「タイムシャドウ 〜姿なく、音もなく〜」（Case File 19・24）
作詞：八手三郎 / 作曲・編曲：亀山耕一郎 / 歌：山形ユキオ
「CHI・KA・RA 2000 〜終わらない未来のために〜」（Case File 16・27・45）
作詞：NAT'S / 作曲・編曲：柘植由秀 / 歌：NAT'S
Case File 23ではインストゥルメンタル版が使用された。
「T. I. M. E. Timeranger!」
作詞：洲崎千恵子 / 作曲・編曲：亀山耕一郎 / 歌：タイムレンジャー（永井マサル、勝村美香、城戸裕次、小泉朋英、倉貫匡弘）・子供コーラス隊
「Frozen Beauty」
作詞：加藤清美 / 作曲・編曲：中川幸太郎 / 歌：リラ（久瑠あさ美）
「真紅の同志 〜タイムファイヤーのテーマ〜」（Case File 29）
作詞：吉井省一 / 作曲・編曲：亀山耕一郎 / 歌：高尾直樹
Case File 31・35・38・47ではインストゥルメンタル版が使用された。また、前奏コーラスにはいずれの使用回においても歌唱版が使用されている。
「WHO ARE YOU?」（Case File 22）
作詞：相澤玲摩 / 作曲・編曲：亀山耕一郎 / 歌：佐々木久美
「覚醒! ブイレックスロボ!!」（Case File 30・42）
作詞：磯谷佳江 / 作曲・編曲：亀山耕一郎 / 歌：山形ユキオ
「あいたいよ」（Case File 49）
作詞：洲崎千恵子 / 作曲・編曲：中川幸太郎 / 歌：ユウリ（勝村美香）

## 評価
他のシリーズ作品と比較して無理のない人間ドラマやSF性により、前述の通り従来よりもターゲットとして重きを置いていた高年齢層の人気を獲得し、「ミレニアム」にふさわしい記憶に残る作品となった。
一方、本来のターゲットである児童層への商業的なアピールは芳しくなく、総売上は64億円、うち玩具売上42億円と前年比60%程度の不振だった。当時バンダイ担当者であった野中剛は、同年の『仮面ライダークウガ』のヒットによりトレンドがそちらに集中していたと述べている。

## 放送日程
全編通して、話数のカウントに用いられる語句は「Case File」で統一。前述の通り第51話は歴代スーパー戦隊を振り返る特別編のため、第50話が物語上の最終回に当たる。
- アクション監督はスペシャルを除いて竹田道弘のため割愛。

| 放送日         | 放送回       | サブタイトル       | 登場怪人                                                                      | エンディングの日付       | 脚本     | 監督       |
| -------------- | ------------ | ------------------ | ----------------------------------------------------------------------------- | ------------------------ | -------- | ---------- |
| 2000年02月13日 | Case File 1  | 時の逃亡者         | - 爆弾製造犯 D.D.ラデス                                                       | 西暦2000年2月13日        | 小林靖子 | 諸田敏     |
| 2月20日        | Case File 2  | 見えない未来       | - 爆弾魔 ジェッカー（声 - 宗矢樹頼）                                          | 2000.Feb.15.             | 小林靖子 | 諸田敏     |
| 2月27日        | Case File 3  | 夢の加速度         | - 現金強奪犯 キース（声 - 松本大）                                            | 2000.Feb.21.             | 小林靖子 | 松井昇     |
| 3月05日        | Case File 4  | 人質は異星人       | - 連続誘拐犯 ナバル（人間態 - 森厚太、声 - 飛鳥井豊）                         | 2000.Mar.05.             | 小林靖子 | 松井昇     |
| 3月12日        | Case File 5  | 第3の合体          | - 殺し屋 マッドブラスト（声 - 田中一成）                                      | 2000.Mar.12.             | 小林靖子 | 小中肇     |
| 3月19日        | Case File 6  | 偽りの招待客       | - 宝石窃盗犯 ルージェ（声 - 橘ひかり）                                        | 2000.Mar.19.             | 小林靖子 | 小中肇     |
| 3月26日        | Case File 7  | ドモン入院中       | - 悪徳殺人医 ドク（声 - 新井一典） - 宇宙人 ドウザ                            | 2000.Mar.26.             | 小林靖子 | 諸田敏     |
| 4月02日        | Case File 8  | 芸術に爆発を       | - ハイジャック犯 ナボコフ（声 - 稲田徹）                                      | 2000.Apr.02.             | 山口亮太 | 諸田敏     |
| 4月09日        | Case File 9  | ドンの憂鬱         | - 悪徳警察官 アーノルドK（声 - 青山穣）                                       | 2000.Apr.15.             | 小林靖子 | 坂本太郎   |
| 4月16日        | Case File 10 | 明日への脱出       | - 傭兵 オーグ（声 - 谷昌樹）                                                  | 2000.Apr.16.             | 小林靖子 | 坂本太郎   |
| 4月23日        | Case File 11 | 死闘の町           | - 愉快犯 ゴウガン（声 - 清川元夢）                                            | 2000.Apr.23.             | 小林靖子 | 小中肇     |
| 4月30日        | Case File 12 | 星に願いを         | - 恐喝犯 ゲーマルク（声 - 塩屋浩三）                                          | 2000.Apr.30.             | 山口亮太 | 小中肇     |
| 5月07日        | Case File 13 | バトルカジノ       | - 賭博師 ベリト（人間態（レフリー） - 重水直人、声 - 水鳥鐵夫）               | 2000.May.07.             | 小林靖子 | 諸田敏     |
| 5月14日        | Case File 14 | デッドヒート       | - マッドレーサー バロン（人間体 - 小澤碧生、声 - 花輪英司）                   | 2000.May.14.             | 井上敏樹 | 諸田敏     |
| 5月21日        | Case File 15 | 狙撃手を探せ       | - スナイパー レイホウ（声 - 宇和川恵美）                                      | 2000.May.21.             | 小林靖子 | 坂本太郎   |
| 5月28日        | Case File 16 | そばにある夢       | - 美食放火魔 ビンセント（人間体、声 - ドン貫太郎）                            | 2000.May.28.             | 山口亮太 | 坂本太郎   |
| 6月04日        | Case File 17 | ねじれた正拳       | - 恐喝番長 フラン（人間体（松嶋先生） - 稲吉貴子、声 - 石川英郎）             | 2000.Jun.04.             | 山口亮太 | 小中肇     |
| 6月11日        | Case File 18 | 影の予感           | - テロリスト サンドーラ（声 - 石丸純）                                        | 2000.Jun.24.             | 小林靖子 | 小中肇     |
| 6月25日        | Case File 19 | 月下の騎士         | - 破壊兵器 ノヴァ                                                             | 2000.Jun.25.             | 小林靖子 | 松井昇     |
| 7月02日        | Case File 20 | 新たなる絆         | - ヘルズゲート囚 ブラスター・マドウ（声 - 伊藤栄次）                          | 2000.Jun.26.             | 小林靖子 | 松井昇     |
| 7月09日        | Case File 21 | シオンの流儀       | - 用心棒 ハイドリッド（声 - 佐藤正治）                                        | 2000.Jul.09.             | 小林靖子 | 諸田敏     |
| 7月16日        | Case File 22 | 桃色の誘惑         | - 結婚詐欺師 バーベラ（人間体（キョウコ）、声 - 東風平千香）                  | 2000.Jul.16.             | 井上敏樹 | 諸田敏     |
| 7月23日        | Case File 23 | ビートアップ       | - エネルギー窃盗犯 ウーゴ（声 - 長嶝高士）                                    | 2000.Jul.23.             | 山口亮太 | 小中肇     |
| 7月30日        | Case File 24 | 黄色、時々青       | - 傷害犯 ボーグ（声 - 鳥海浩輔）                                              | 2000.Jul.30.             | 小林靖子 | 小中肇     |
| 8月06日        | Case File 25 | 途切れた信頼       | - 狂気の科学者 ゲンブ（声 - 園部啓一） - コピー タイムレンジャー              | 2000.Aug.13.             | 小林靖子 | 松井昇     |
| 8月13日        | Case File 26 | 信頼の秒読み       | - 狂気の科学者 ゲンブ - コピー タイムレンジャー - コピー タイムロボα          | 2000.Aug.13.             | 小林靖子 | 松井昇     |
| 8月20日        | Case File 27 | 小さな故郷         | - エステティシャン ドミーロ（声 - 御崎朱美）                                  | 2000.Aug.26.             | 小林靖子 | 諸田敏     |
| 8月27日        | Case File 28 | 再会の時           | - ヘルズゲート囚 ジャグル（声 - 齋藤龍吾）                                    | 2000.Aug.27.             | 小林靖子 | 諸田敏     |
| 9月03日        | Case File 29 | 炎の新戦士         | - 武器密売人 ハマー（声 - 吉水孝宏）                                          | 2000.Aug.28.             | 小林靖子 | 佛田洋     |
| 9月10日        | Case File 30 | 届け 炎の叫び      | - 密猟者 マスターハンター（声 - 稲田徹）                                      | 2000.Aug.28.             | 小林靖子 | 佛田洋     |
| 9月17日        | Case File 31 | 迷想ゲーム         | - カウンセラー ゼクター（人間体（心理カウンセラー） - 大森博、声 - 田中亮一） | 2000.Sep.09.             | 小林靖子 | 松井昇     |
| 10月01日       | Case File 32 | 犯罪者を救え       | - 爆弾製造犯 D.D.ラデス（声 - 川津泰彦）                                      | 2000.Oct.01.             | 山口亮太 | 松井昇     |
| 10月08日       | Case File 33 | リトルレディ       | - 悪徳金融業者 ドゴール（人間体（鬼金） - 堀田眞三、声 - 戸谷公次）           | 2000.Oct.08.             | 小林靖子 | 小中肇     |
| 10月15日       | Case File 34 | 暗・殺・者         | - ストーカー刑事 アベル（声 - 緑川光）                                        | 2000.Oct.15.             | 小林靖子 | 小中肇     |
| 10月22日       | Case File 35 | 明日が来ない       | - ハッカー ユーゲント（人間体（謎の老人） - 三川雄三、声 - 幸野善之）         | 2000.Oct.22.             | 山口亮太 | 諸田敏     |
| 10月29日       | Case File 36 | 素顔のままで       | - 武器商人 バンジャン（声 - 根本央紀）                                        | 2000.Oct.29.             | 小林靖子 | 諸田敏     |
| 11月05日       | Case File 37 | 狙われた力         | - 破壊工作員 メイデン（人間体 - 大久保運、声 - 河合義雄）                     | 2000.Nov.17.             | 小林靖子 | 坂本太郎   |
| 11月12日       | Case File 38 | ぐっどないと       | - 魂の活動屋 グロカン（人間体（黒金監督）、声 - 不破万作） - 夢の中の囚人たち | 2000.Nov.27.             | 小林靖子 | 坂本太郎   |
| 11月19日       | Case File 39 | 雨に濡れた嘘       | - ヘルズゲート囚 エンボス（声 - 夏井貴浩）                                    | 2000.Dec.06.             | 小林靖子 | 小中肇     |
| 11月26日       | Case File 40 | アヤセ脱退!?       | - 連続窃盗犯 ドーバ（声 - 岸尾大輔）                                          | 2000.Dec.07.             | 小林靖子 | 小中肇     |
| 12月03日       | Case File 41 | 予言者を暴け       | - 予言者 ストラウス（人間体（金下）、声 - 野口雅弘）                          | 2000.Dec.17.             | 小林靖子 | 諸田敏     |
| 12月10日       | Case File 42 | 破壊の堕天使       | - ヘルズゲート囚 ハーバル（声 - 乃村健次）                                    | 2000.Dec.23.             | 小林靖子 | 諸田敏     |
| 12月17日       | Case File 43 | 歴史修正指令       | - Gゾード                                                                     | 2000.Dec.23.             | 小林靖子 | 諸田敏     |
| 12月24日       | Case File 44 | 時への反逆         | - Gゾード                                                                     | 2000.Dec.24.             | 小林靖子 | 松井昇     |
| 12月31日       | Case File 45 | 終末! TR           | - ミニゲーマルク（声 - 塩屋浩三）                                             | 2000.Dec.31. 2001.Jan.1. | 山口亮太 | 中澤祥次郎 |
| 2001年01月07日 | Case File 46 | 未来との断絶       | - コンピューターエンジニア ゲート（声 - 置鮎龍太郎）                          | 2001.Jan.07.             | 小林靖子 | 松井昇     |
| 1月14日        | Case File 47 | ドンの最期         | - メカ・クライシス                                                            | 2001.Feb.2.              | 小林靖子 | 小中肇     |
| 1月21日        | Case File 48 | 未来への帰還       | - ネオ・クライシス                                                            | 2001.Feb.3.              | 小林靖子 | 小中肇     |
| 1月28日        | Case File 49 | 千年を越えて       | - ネオ・クライシス                                                            | 2001.Feb.4.              | 小林靖子 | 坂本太郎   |
| 2月04日        | Case File 50 | 無限の明日へ       | - ネオ・クライシス                                                            |                          | 小林靖子 | 坂本太郎   |
| 2月11日        | スペシャル   | スーパー戦隊大集合 | -                                                                             |                          | 竹本昇   | 竹本昇     |

## 放映ネット局
| 対象地域       | 放送局           | 備考                         |
| -------------- | ---------------- | ---------------------------- |
| 関東広域圏     | テレビ朝日       | キーステーション             |
| 北海道         | 北海道テレビ     |                              |
| 青森県         | 青森朝日放送     |                              |
| 岩手県         | 岩手朝日テレビ   |                              |
| 宮城県         | 東日本放送       |                              |
| 秋田県         | 秋田朝日放送     |                              |
| 山形県         | 山形テレビ       |                              |
| 福島県         | 福島放送         |                              |
| 新潟県         | 新潟テレビ21     |                              |
| 富山県         | 北日本放送       | 日本テレビ系列局             |
| 石川県         | 北陸朝日放送     |                              |
| 福井県         | 福井テレビ       | フジテレビ系列局、途中打切り |
| 山梨県         | 山梨放送         | 日本テレビ系列局             |
| 長野県         | 長野朝日放送     |                              |
| 静岡県         | 静岡朝日テレビ   |                              |
| 中京広域圏     | 名古屋テレビ     |                              |
| 近畿広域圏     | 朝日放送         | 現 朝日放送テレビ            |
| 鳥取県・島根県 | 山陰中央テレビ   | フジテレビ系列局             |
| 広島県         | 広島ホームテレビ |                              |
| 山口県         | 山口朝日放送     |                              |
| 徳島県         | 四国放送         | 日本テレビ系列局             |
| 香川県・岡山県 | 瀬戸内海放送     |                              |
| 愛媛県         | 愛媛朝日テレビ   |                              |
| 高知県         | テレビ高知       | TBS系列局                    |
| 福岡県         | 九州朝日放送     |                              |
| 長崎県         | 長崎文化放送     |                              |
| 熊本県         | 熊本朝日放送     |                              |
| 大分県         | 大分朝日放送     |                              |
| 宮崎県         | 宮崎放送         | TBS系列局                    |
| 鹿児島県       | 鹿児島放送       |                              |
| 沖縄県         | 琉球朝日放送     |                              |

## 他媒体展開

### 映像ソフト化
以下、特記のない限り発売元はいずれも東映ビデオ。
- レンタルビデオ（VHS）は2001年4月から2002年3月にかけて、全12巻（各巻4話（10 - 12巻のみ5話）収録）がリリースされた[128][129]。翌年（レンタルの場合は10月）よりビデオの発売スケジュールが変更された都合上、10巻（レンタルは7巻）以降は次作『ガオレンジャー』と並行してのリリースとなった。またそれまで長らく行っていた東映ビデオリリースのテレビ作品における、次巻の収録作品の予告編を巻末にまとめて収録するスタイルは本作品が最後となった。
- DVDは2004年2月21日から6月21日にかけて、全5巻（各巻2枚組、各巻10話（Vol.5のみ11話）収録）がリリースされた[130]。パッケージの戦士の掲載順は通常の順（OP順）ともメカのナンバリング順とも異なり、Vol.1のタイムピンク／ユウリに始まりVol.5（最終巻）のタイムレッド／浅見竜也で終わる形となっている。

再編集・総集編
- テレビシリーズを再編集したHEROクラブのビデオは、放送期間中に全3巻がリリースされている[128]。
- 2000年6月25日にバンダイビジュアルより総集編ビデオ『ばっちしV 未来戦隊タイムレンジャー 出撃せよ！未来の戦士たち』が発売された[128]。

### シリーズ内他作品
各作品における詳細はそれぞれの項目を参照。
『爆竜戦隊アバレンジャー』
同作品の第27話にホナミが登場。
『海賊戦隊ゴーカイジャー』
同作品の第1話にて、全員がレジェンド大戦に参戦。第18話にタイムファイヤーが、第40話にドモン、ホナミがそれぞれ登場。
『ゴーカイジャー ゴセイジャー スーパー戦隊199ヒーロー大決戦』
上記作品の映画版。全員がレジェンド大戦に参戦。タイムロボαおよびタイムジェットγが登場。
『海賊戦隊ゴーカイジャー THE MOVIE 空飛ぶ幽霊船』
上記作品の映画版。ゼニットが登場。
『仮面ライダー×スーパー戦隊 スーパーヒーロー大戦』
仮面ライダーシリーズとスーパー戦隊シリーズのクロスオーバー作品。初期メンバーが登場。
『機界戦隊ゼンカイジャー THE MOVIE 赤い戦い! オール戦隊大集会!!』
『機界戦隊ゼンカイジャー』の劇場作品。タイムレッドが登場。

### オリジナルビデオ
『未来戦隊タイムレンジャーVSゴーゴーファイブ』
スーパー戦隊Vシネマの1つ。本作品と『ゴーゴーファイブ』のクロスオーバー作品。
『超力戦隊オーレンジャー』終了以降恒例となっていた、前後の戦隊との競演作の制作であるが、本作品と次作『ガオレンジャー』との競演作は制作されず、その理由についての公式なアナウンスは現在もなされていない。ただし、海外版『ガオレンジャー』にあたる『パワーレンジャー・ワイルドフォース』では、本編中において前作『パワーレンジャー・タイムフォース』との競演が実現している。
『百獣戦隊ガオレンジャーVSスーパー戦隊』
『百獣戦隊ガオレンジャー』を中心としたクロスオーバー作品。タイムレッド、ブイレックスが登場。
『講談社スーパービデオ 未来戦隊タイムレンジャー 最強ヒーロー全ひみつ』
テレビマガジン、たのしい幼稚園、おともだち三誌共同応募者全員サービスVHS。
構成・演出 - 中澤祥次郎
プロデュース - 日笠淳、宇都宮孝明、西平敦郎
ゲストキャラ
原始人
演 - こいずみともひで

## CS放送・ネット配信
CS放送
- 東映チャンネル
  - 2012年5月 - 11月
  - 2014年9月 - 2015年3月（いずれも「スーパー戦隊ワールド」枠）

ネット配信
- 東映特撮 YouTube Official
  - 2012年1月16日 - 7月8日
  - 2014年10月24日 - 2015年4月24日
  - 2019年4月14日 - 2019年10月13日
  - 2023年6月9日 - 12月8日
- 東映特撮ニコニコおふぃしゃる
  - 2019年11月15日 - 2020年10月30日
- Amazon Prime Video…配信中（会員は無料）

## トピックス

### オカムレンジャー
本作品の放送期間中にテレビ朝日で放送されたナインティナイン司会の特番「ナインティナインだ!! 新番組をやらせろSP」（2000年4月6日放送）内にて登場した、岡村隆史扮するタイムレンジャーそっくりのヒーロー。胸に「オカ」の文字が書かれ、また腰に装備した秘密兵器「オカムユンケル」を飲むと動きが俊敏になるヒーローとして描かれた。タイトルロゴならびにオカムレンジャーの変身シーンはタイムレンジャーのそれのパロディとなっており、後者に至っては本作品と同様に特撮研究所が製作を担当したため、非常によく似た演出になっている。
特番の内容は、当時同局で放送されていた各番組に殴り込み、番組を賭けた対決を挑むというものであり、番組中ではオカムレンジャーがタイムレンジャーに体操対決を挑むが、圧倒的な差で敗北。途中から乱入した、マッドブラストとゼニットに襲われたところを、タイムレンジャーに救われるといった内容だった。タイムレンジャーは、シオン役の倉貫が学業の期末テストで出演できず、タイムグリーンは変身後のみ登場する。
オカムレンジャーは「ナインティナインだ!! 新番組をやらせろSP-2」（2000年10月12日放送）にも登場しており、オカムレンジャーと矢部浩之が変身する矢部んライダークウガがココリコの扮する伝説のヒーロー戦士タナカイダーとクレヨンしょうちゃんと対決を行っている。初登場の時に比べ、マスクののぞき穴の部分が大きくなっている。

### その他
- 放送期間中、バンダイが「タイムレンジャー売り場コンテスト」を開催し、優勝店には番組内に登場する権利が与えられた。このコンテストに優勝した「ふぁんたじ屋」（愛媛県松山市、2002年に廃業）は、実際に番組終盤のCase File 42において「竜也とシオンがクリスマスパーティをするため、飾りを買いにふぁんたじ屋へ寄る」[ep 26]、という設定で作中に登場した。
- 初代『秘密戦隊ゴレンジャー』から長きにわたって使用された後楽園ゆうえんちの「野外劇場」が、本作品放送期間中の2000年4月をもって取り壊されるのに伴い、同劇場でのヒーローショーも春の公演をもって終了し、GW公演以降は新設された屋外ステージ「スカイシアター」での公演に移行した。
- Case File 22より、次回予告がそれまでの30秒から15秒に短縮され、残りの15秒が他の特撮・アニメの番宣に充てられるようになる。それ以前も視聴者プレゼントなどの関係で、予告編が臨時に15秒になることはあり、その際は系列外地方局での遅れ放送のために30秒バージョンも別に制作していたが、予告編の基本時間が15秒となってからは30秒バージョンの制作はなくなり、系列外地方局での放送時は他番組の番宣をスポットCMで埋めることになった。後に『スーパーヒーロータイム』が開始してからは、これらの番宣に当てられていた時間が同枠のオープニング部分に充当されている。